# A Szovjetunió az 1972. évi nyári olimpiai játékokon
A Szovjetunió az NSZK-beli Münchenben megrendezett 1972. évi nyári olimpiai játékok egyik részt vevő nemzete volt. Az országot az olimpián 22 sportágban 371 sportoló képviselte, akik összesen 99 érmet szereztek.

## Érmesek
| Érem  | Versenyző | Sportág       | Versenyszám                    |
| ----- | --- | ------------- | ------------------------------ |
| Arany | Valerij Borzov | Atlétika      | Férfi 100 m                    |
| Arany | Valerij Borzov | Atlétika      | Férfi 200 m                    |
| Arany | Jüri Tarmak | Atlétika      | Férfi magasugrás               |
| Arany | Viktor Szanyejev | Atlétika      | Férfi hármasugrás              |
| Arany | Anatolij Bondarcsuk | Atlétika      | Férfi kalapácsvetés            |
| Arany | Mikola Avilov | Atlétika      | Férfi tízpróba                 |
| Arany | Ljudmila Bragina | Atlétika      | Női 1500 m                     |
| Arany | Nagyezsda Csizsova | Atlétika      | Női súlylökés                  |
| Arany | Faina Melnyik | Atlétika      | Női diszkoszvetés              |
| Arany | Rusztam Kazakov | Birkózás      | Kötöttfogás, 57 kg             |
| Arany | Samil Hiszamutgyinov | Birkózás      | Kötöttfogás, 68 kg             |
| Arany | Valerij Rezancev | Birkózás      | Kötöttfogás, 90 kg             |
| Arany | Anatolij Roscsin | Birkózás      | Kötöttfogás, +100 kg           |
| Arany | Roman Dmitrijev | Birkózás      | Szabadfogás, 48 kg             |
| Arany | Zagalav Abdulbekov | Birkózás      | Szabadfogás, 62 kg             |
| Arany | Levan Tediasvili | Birkózás      | Szabadfogás, 82 kg             |
| Arany | Ivan Jarigin | Birkózás      | Szabadfogás, 100 kg            |
| Arany | Alekszandr Medvegy | Birkózás      | Szabadfogás, +100 kg           |
| Arany | Sota Csocsisvili | Cselgáncs     | Férfi félnehézsúly             |
| Arany | Jurij Malisev | Evezés        | Férfi egypárevezős             |
| Arany | Gennagyij Korsikov Alekszandr Tyimosinyin | Evezés        | Férfi kétpárevezős             |
| Arany | Olekszandr Saparenko | Kajak-kenu    | Férfi kajak egyes 1000 m       |
| Arany | Mikalaj Harbacsov Viktor Krataszjuk | Kajak-kenu    | Férfi kajak kettes 1000 m      |
| Arany | Jurij Filatov Valerij Gyigyenko Volodimir Morozov Jurij Sztyecenko | Kajak-kenu    | Férfi kajak négyes 1000 m      |
| Arany | Vladas Česiūnas Jurij Lobanov | Kajak-kenu    | Férfi kenu kettes 1000 m       |
| Arany | Julija Rjabcsinszkaja | Kajak-kenu    | Női kajak egyes 500 m          |
| Arany | Jekatyerina Nagirnaja Ljudmila Hvedoszjuk-Pinajeva | Kajak-kenu    | Női kajak kettes 500 m         |
| Arany | Valerij Jardi Gennagyij Komnatov Valerij Lihacsov Borisz Suhov | Kerékpározás  | Férfi csapat időfutam          |
| Arany | Igor Celovalnyikov Vlagyimir Szemenec | Kerékpározás  | Férfi kétüléses tandem         |
| Arany | Nemzeti válogatott Alekszandr Belov Szergej Belov Alekszandr Bolosev Ivan Dvornij Ivan Jadeska Miheil Korkia Szerhij Kovalenko Modestas Paulauskas Anatolij Polivoda Zurab Szakandelidze Gennagyij Volnov Alzsan Zsarmuhamedov | Kosárlabda    | Férfi                          |
| Arany | Ivan Kalita Ivan Kizimov Jelena Petuskova | Lovaglás      | Csapat díjlovaglás             |
| Arany | Vlagyimir Vaszin | Műugrás       | Férfi egyéni műugrás           |
| Arany | Borisz Kuznyecov | Ökölvívás     | Pehelysúly                     |
| Arany | Vjacseszlav Lemesev | Ökölvívás     | Középsúly                      |
| Arany | Pavel Lednyov Borisz Onyiscsenko Vlagyimir Smeljov | Öttusa        | Csapat                         |
| Arany | Nemzeti válogatott Ljudmila Borozna Ljudmila Buldakova Vera Galuska-Dujunova Tatjana Gonobobleva Natalja Kudreva Galina Leontyeva Inna Riszka Roza Salihova Tatyjana Szaricseva Nyina Szmolejeva Ljubov Tyurina Tatyjana Ponyajeva-Tretyakova | Röplabda      | Női                            |
| Arany | Jakov Zseleznyak | Sportlövészet | Futócéllövészet                |
| Arany | Muharbij Kirzsinov | Súlyemelés    | 67,5 kg                        |
| Arany | Jaan Talts | Súlyemelés    | 110 kg                         |
| Arany | Vaszilij Alekszejev | Súlyemelés    | +110 kg                        |
| Arany | Nyikolaj Andrianov | Torna         | Férfi talaj                    |
| Arany | Viktor Klimenko | Torna         | Férfi lólengés                 |
| Arany | Olga Korbut | Torna         | Női talaj                      |
| Arany | Olga Korbut | Torna         | Női gerenda                    |
| Arany | Ljudmila Turiscseva | Torna         | Női egyéni összetett           |
| Arany | Ljubov Burda Olga Korbut Antanyina Kosal Tamara Lazakovics Elvira Szaagyi Ljudmila Turiscseva | Torna         | Női csapat összetett           |
| Arany | Vitalij Dirdira Valentin Mankin | Vitorlázás    | Tempest                        |
| Arany | Viktor Szigyak | Vívás         | Férfi kard, egyéni             |
| Arany | Galina Gorohova Jelena Novikova Taccjana Szamuszenka Svetlana Tširkova Alekszandra Zabelina | Vívás         | Női tőr, csapat                |
| Arany | Nemzeti válogatott Anatolij Akimov Alekszej Barkalov Alekszandr Dolgusin Alekszandr Dreval Vagyim Guljajev Alekszandr Kabanov Nyikolaj Melnyikov Leonyid Oszipov Alekszandr Sidlovszkij Vjacseszlav Szobcsenko Vlagyimir Zsmudszkij | Vízilabda     | Férfi                          |
| Ezüst | Jevhen Arzsanov | Atlétika      | Férfi 800 m                    |
| Ezüst | Vlagyimir Golubnyicsij | Atlétika      | Férfi 20 km gyaloglás          |
| Ezüst | Venyiamin Szoldatyenko | Atlétika      | Férfi 50 km gyaloglás          |
| Ezüst | Valerij Borzov Alekszandr Kornyeljuk Uladzimir Loveckij Juris Silovs | Atlétika      | Férfi 4 × 100 m váltó          |
| Ezüst | Jānis Lūsis | Atlétika      | Férfi gerelyhajítás            |
| Ezüst | Leonyid Litvinyenko | Atlétika      | Férfi tízpróba                 |
| Ezüst | Nijolė Sabaitė | Atlétika      | Női 800 m                      |
| Ezüst | Anatolij Nazarenko | Birkózás      | Kötöttfogás, 82 kg             |
| Ezüst | Nyikolaj Jakovenko | Birkózás      | Kötöttfogás, 100 kg            |
| Ezüst | Arszen Alahvergyiev | Birkózás      | Szabadfogás, 52 kg             |
| Ezüst | Gennagyij Sztrahov | Birkózás      | Szabadfogás, 90 kg             |
| Ezüst | Vitalij Kuznyecov | Cselgáncs     | Férfi nyílt                    |
| Ezüst | Jelena Petuskova | Lovaglás      | Egyéni díjlovaglás             |
| Ezüst | Borisz Onyiscsenko | Öttusa        | Férfi egyéni                   |
| Ezüst | Borisz Borisz | Sportlövészet | Szabadpuska, összetett (300 m) |
| Ezüst | Jevgenyij Petrov | Sportlövészet | Skeet                          |
| Ezüst | Dito Sanidze | Súlyemelés    | 60 kg                          |
| Ezüst | Viktor Klimenko | Torna         | Férfi ugrás                    |
| Ezüst | Mihail Voronyin | Torna         | Férfi gyűrű                    |
| Ezüst | Nyikolaj Andrianov Viktor Klimenko Alekszandr Malejev Edvard Mikaeljan Uladzimir Scsukin Mihail Voronyin | Torna         | Férfi csapat összetett         |
| Ezüst | Ljudmila Turiscseva | Torna         | Női talaj                      |
| Ezüst | Olga Korbut | Torna         | Női felemás korlát             |
| Ezüst | Tamara Lazakovics | Torna         | Női gerenda                    |
| Ezüst | Viktor Aboimov Vlagyimir Bure Igor Grivennyikov Georgijs Kuļikovs Viktor Mazanov | Úszás         | Férfi 4 × 100 m gyorsváltó     |
| Ezüst | Galina Sztyepanova | Úszás         | Női 100 m mell                 |
| Ezüst | Vlagyimir Gyenyiszov Anatolij Kotyesev Viktor Putyatyin Leonyid Romanov Vaszil Sztankovics | Vívás         | Férfi tőr, csapat              |
| Ezüst | Viktor Bazsenov Vlagyimir Nazlimov Mark Rakita Viktor Szigyak Eduard Vinokurov | Vívás         | Férfi kard, csapat             |
| Bronz | Vaszilij Hmelevszkij | Atlétika      | Férfi kalapácsvetés            |
| Bronz | Ruszlan Asuralijev | Birkózás      | Szabadfogás, 68 kg             |
| Bronz | Anatolij Novikov | Cselgáncs     | Férfi váltósúly                |
| Bronz | Givi Onasvili | Cselgáncs     | Férfi nehézsúly                |
| Bronz | Emma Gapcsenko | Íjászat       | Női egyéni                     |
| Bronz | Omar Phakadze | Kerékpározás  | Férfi egyéni sprint            |
| Bronz | Nemzeti válogatott Arkadi Andreaszján Oleh Blohin Revaz Dzodzuasvili Murtaz Hurcilava Jurij Isztomin Andrej Jakubik Jurij Jeliszejev Gennagyij Jevrjuzsihin Volodimir Kaplicsnij Viktor Kolotov Anatolij Kukszov Jevgenyij Lovcsev Szergej Olsanszkij Volodimir Oniscsenko Volodimir Pilhuj Jevgenyij Rudakov Szabó József Vjacseszlav Szemenov Hovhannesz Zanazanján | Labdarúgás    | Férfi                          |
| Bronz | Pavel Lednyov | Öttusa        | Férfi egyéni                   |
| Bronz | Nemzeti válogatott Viktor Borscs Jefim Csulak Vjacseszlav Domanij Vlagyimir Kondra Valerij Kravcsenko Jevhen Lapinszkij Vlagyimir Patkin Jurij Pojarkov Vlagyimir Putyatov Alekszandr Saprikin Jurij Sztarunszkij Leonyid Zajko | Röplabda      | Férfi                          |
| Bronz | Viktor Torsin | Sportlövészet | Gyorstüzelő pisztoly           |
| Bronz | Gennagyij Csetyin | Súlyemelés    | 56 kg                          |
| Bronz | Nyikolaj Andrianov | Torna         | Férfi ugrás                    |
| Bronz | Tamara Lazakovics | Torna         | Női talaj                      |
| Bronz | Ljudmila Turiscseva | Torna         | Női ugrás                      |
| Bronz | Tamara Lazakovics | Torna         | Női egyéni összetett           |
| Bronz | Vlagyimir Bure | Úszás         | Férfi 100 m gyors              |
| Bronz | Viktor Aboimov Vlagyimir Bure Igor Grivennyikov Georgijs Kuļikovs Viktor Mazanov Alekszandr Szamszonov | Úszás         | Férfi 4 × 200 m gyorsváltó     |
| Bronz | Galina Sztyepanova | Úszás         | Női 200 m mell                 |
| Bronz | Viktor Potapov | Vitorlázás    | Finn dingi                     |
| Bronz | Vlagyimir Nazlimov | Vívás         | Férfi kard, egyéni             |
| Bronz | Hrihorij Krissz Viktor Modzolevszkij Szergej Paramonov Igor Valetov Georgi Zažitski | Vívás         | Férfi párbajtőr, csapat        |
| Bronz | Galina Gorohova | Vívás         | Női tőr, egyéni                |

## Atlétika
Férfi
| Versenyző                                                            | Versenyszám     | Előfutam         | Előfutam         | Előfutam         | Negyeddöntő | Negyeddöntő | Negyeddöntő | Elődöntő | Elődöntő | Elődöntő | Döntő    | Döntő    |
| Versenyző                                                            | Versenyszám     | Idő              | Hely.            | Össz.            | Idő         | Hely.       | Össz.       | Idő      | Hely.    | Össz.    | Idő      | Helyezés |
| -------------------------------------------------------------------- | --------------- | ---------------- | ---------------- | ---------------- | ----------- | ----------- | ----------- | -------- | -------- | -------- | -------- | -------- |
| Volodymyr Atamas                                                     | 100 m           | 10,51            | 4.               | 20.*             | 10,83       | 8.          | 38.         | kiesett  | kiesett  | kiesett  | kiesett  | kiesett  |
| Alekszandr Kornyeljuk                                                | 100 m           | 10,38            | 1.               | 8.               | 10,23       | 1.          | 4.          | 10,35    | 3.       | 4.       | 10,36    | 4.       |
| Valerij Borzov                                                       | 100 m           | 10,47            | 1.               | 12.**            | 10,07       | 1.          | 1.          | 10,21    | 1.       | 1.       | 10,14    |          |
| Valerij Borzov                                                       | 200 m           | 20,64            | 1.               | 2.               | 20,30       | 1.          | 2.          | 20,21    | 1.       | 1.       | 20,00    |          |
| Uladzimir Loveckij                                                   | 200 m           | 20,99            | 2.               | 15.              | 20,83       | 4.          | 18.*        | kiesett  | kiesett  | kiesett  | kiesett  | kiesett  |
| Jevhen Arzsanov                                                      | 1500 m          | nem állt rajthoz | nem állt rajthoz | nem állt rajthoz |             |             |             | kiesett  | kiesett  | kiesett  | kiesett  | kiesett  |
| Jevhen Arzsanov                                                      | 800 m           | 1:48,3           | 1.               | 19.              |             |             |             | 1:46,32  | 2.       | 2.       | 1:45,89  |          |
| Yevhen Volkov                                                        | 800 m           | 1:48,6           | 3.               | 22.              |             |             |             | 1:50,1   | 8.       | 22.      | kiesett  | kiesett  |
| Ivan Ivanov                                                          | 800 m           | 1:51,0           | 1.               | 40.              |             |             |             | 1:49,6   | 5.       | 18.*     | kiesett  | kiesett  |
| Ivan Ivanov                                                          | 1500 m          | 3:42,3           | 6.               | 21.**            |             |             |             | kiesett  | kiesett  | kiesett  | kiesett  | kiesett  |
| Volodymyr Pantelei                                                   | 1500 m          | 3:42,3           | 3.               | 21.**            |             |             |             | 3:41,6   | 2.       | 10.***   | 3:40,24  | 8.       |
| Vladimir Afonin                                                      | 5000 m          | 14:08,6          | 7.               | 42.              |             |             |             |          |          |          | kiesett  | kiesett  |
| Nikolay Puklakov                                                     | 5000 m          | 13:57,6          | 6.               | 34.              |             |             |             |          |          |          | kiesett  | kiesett  |
| Nikolay Sviridov                                                     | 5000 m          | 13:38,4          | 2.               | 9.**             |             |             |             |          |          |          | 13:39,31 | 8.       |
| Pavlo Andreiev                                                       | 10 000 m        | 28:20,97         | 3.               | 12.              |             |             |             |          |          |          | 28:46,27 | 11.      |
| Anatoly Badrankov                                                    | 10 000 m        | 28:35,84         | 6.               | 21.              |             |             |             |          |          |          | kiesett  | kiesett  |
| Rashid Sharafetdinov                                                 | 10 000 m        | 28:24,64         | 6.               | 16.              |             |             |             |          |          |          | kiesett  | kiesett  |
| Viktor Myasnikov                                                     | 110 m gát       | 14,13            | 5.               | 17.*             |             |             |             | kiesett  | kiesett  | kiesett  | kiesett  | kiesett  |
| Jevgenyij Gavrilenko                                                 | 400 m gát       | 49,73            | 1.               | 2.               |             |             |             | 49,34    | 2.       | 3.       | 49,66    | 6.*      |
| Viktor Savchenko                                                     | 400 m gát       | 49,90            | 2.               | 5.               |             |             |             | 50,28    | 7.       | 11.      | kiesett  | kiesett  |
| Yury Zorin                                                           | 400 m gát       | 50,35            | 3.               | 13.*             |             |             |             | 49,60    | 3.       | 5.       | 50,25    | 8.       |
| Romualdas Bitė                                                       | 3000 m akadály  | 8:30,2           | 2.               | 7.               |             |             |             |          |          |          | 8:34,64  | 7.       |
| Sergey Skripka                                                       | 3000 m akadály  | 8:41,4           | 6.               | 31.*             |             |             |             |          |          |          | kiesett  | kiesett  |
| Anatolijus Baranovas                                                 | Maraton         |                  |                  |                  |             |             |             |          |          |          | 2:20:10  | 15.      |
| Ihor Shcherbak                                                       | Maraton         |                  |                  |                  |             |             |             |          |          |          | 2:25:37  | 35.      |
| Yury Velikorodnykh                                                   | Maraton         |                  |                  |                  |             |             |             |          |          |          | 2:20:02  | 14.      |
| Vlagyimir Golubnyicsij                                               | 20 km gyaloglás |                  |                  |                  |             |             |             |          |          |          | 1:26:55  |          |
| Jevgenyij Ivcsenko                                                   | 20 km gyaloglás |                  |                  |                  |             |             |             |          |          |          | kizárták | kizárták |
| Nyikolaj Szmaga                                                      | 20 km gyaloglás |                  |                  |                  |             |             |             |          |          |          | 1:28:16  | 5.       |
| Otto Barch                                                           | 50 km gyaloglás |                  |                  |                  |             |             |             |          |          |          | 4:01:35  | 4.       |
| Sergey Grigoryev                                                     | 50 km gyaloglás |                  |                  |                  |             |             |             |          |          |          | kizárták | kizárták |
| Venyiamin Szoldatyenko                                               | 50 km gyaloglás |                  |                  |                  |             |             |             |          |          |          | 3:58:24  |          |
| Alekszandr Kornyeljuk Uladzimir Loveckij Juris Silovs Valerij Borzov | 4 × 100 m váltó | 39,15            | 1.               | 4.               |             |             |             | 39,00    | 2.       | 5.       | 38,50    |          |

| Versenyző              | Versenyszám   | Selejtező | Selejtező | Döntő    | Döntő    |
| Versenyző              | Versenyszám   | Eredmény  | Helyezés  | Eredmény | Helyezés |
| ---------------------- | ------------- | --------- | --------- | -------- | -------- |
| Rustam Akhmetov        | Magasugrás    | 215 cm    | 3.****    | 215 cm   | 8.       |
| Kęstutis Šapka         | Magasugrás    | 215 cm    | 3.****    | 215 cm   | 12.*     |
| Jüri Tarmak            | Magasugrás    | 215 cm    | 3.****    | 223 cm   |          |
| Leonid Barkovskiy      | Távolugrás    | 798 cm    | 5.        | 775 cm   | 8.       |
| Valerij Pidluzsnij     | Távolugrás    | 791 cm    | 9.        | 772 cm   | 9.       |
| Igor Tyer-Oveneszjan   | Távolugrás    | 777 cm    | 13.       | kiesett  | kiesett  |
| Mikhail Bariban        | Hármasugrás   | 16,26 m   | 11.       | 16,30 m  | 9.       |
| Gennady Bessonov       | Hármasugrás   | 16,18 m   | 15.       | kiesett  | kiesett  |
| Viktor Szanyejev       | Hármasugrás   | 16,85 m   | 1.        | 17,35 m  |          |
| Alekszandr Barisnyikov | Súlylökés     | 18,65 m   | 22.       | kiesett  | kiesett  |
| Rimantas Plungė        | Súlylökés     | 19,18 m   | 13.       | 19,30 m  | 14.      |
| Anatolij Bondarcsuk    | Kalapácsvetés | 72,88 m   | 1.        | 75,50 m  |          |
| Iosyp Hamskiy          | Kalapácsvetés | 66,72 m   | 17.       | 66,26 m  | 18.      |
| Vaszilij Hmelevszkij   | Kalapácsvetés | 70,00 m   | 4.        | 74,04 m  |          |
| Jānis Lūsis            | Gerelyhajítás | 82,92 m   | 18.       | 90,46 m  |          |

| Versenyző           | Versenyszám | 100 m | 100 m | Távolugrás | Távolugrás | Súlylökés | Súlylökés | Magasugrás | Magasugrás | 400 m | 400 m | 110 m gát | 110 m gát | Diszkoszvetés | Diszkoszvetés | Rúdugrás | Rúdugrás | Gerelyhajítás | Gerelyhajítás | 1500 m | 1500 m | Végeredmény | Végeredmény |
| Versenyző           | Versenyszám | Idő   | Pont  | Eredmény   | Pont       | Eredmény  | Pont      | Eredmény   | Pont       | Idő   | Pont  | Idő       | Pont      | Eredmény      | Pont          | Eredmény | Pont     | Eredmény      | Pont          | Idő    | Pont   | Pont        | Helyezés    |
| ------------------- | ----------- | ----- | ----- | ---------- | ---------- | --------- | --------- | ---------- | ---------- | ----- | ----- | --------- | --------- | ------------- | ------------- | -------- | -------- | ------------- | ------------- | ------ | ------ | ----------- | ----------- |
| Mikola Avilov       | Tízpróba    | 11,00 | 804   | 768 cm     | 957        | 14,36 m   | 750       | 212 cm     | 959        | 48,45 | 875   | 14,31     | 926       | 46,98 m       | 818           | 455 cm   | 945      | 61,66 m       | 781           | 4:22,8 | 639    | 8454        |             |
| Boris Ivanov        | Tízpróba    | 11,24 | 747   | 659 cm     | 734        | 14,47 m   | 757       | 192 cm     | 788        | 50,18 | 797   | 14,76     | 874       | 41,58 m       | 716           | 430 cm   | 884      | 64,84 m       | 819           | 4:37,4 | 541    | 7657        | 13.         |
| Leonyid Litvinyenko | Tízpróba    | 11,13 | 773   | 681 cm     | 780        | 14,18 m   | 739       | 189 cm     | 760        | 48,40 | 880   | 15,03     | 845       | 47,84 m       | 833           | 440 cm   | 909      | 58,94 m       | 748           | 4:05,9 | 768    | 8035        |             |

Női
| Versenyző                                                                 | Versenyszám     | Előfutam | Előfutam | Előfutam | Negyeddöntő | Negyeddöntő | Negyeddöntő | Elődöntő | Elődöntő | Elődöntő | Döntő   | Döntő    |
| Versenyző                                                                 | Versenyszám     | Idő      | Hely.    | Össz.    | Idő         | Hely.       | Össz.       | Idő      | Hely.    | Össz.    | Idő     | Helyezés |
| ------------------------------------------------------------------------- | --------------- | -------- | -------- | -------- | ----------- | ----------- | ----------- | -------- | -------- | -------- | ------- | -------- |
| Galina Buharina                                                           | 100 m           | 11,69    | 5.       | 28.      | 11,81       | 8.          | 28.         | kiesett  | kiesett  | kiesett  | kiesett | kiesett  |
| Ljudmila Zsarkova                                                         | 100 m           | 11,56    | 4.       | 21.      | 11,46       | 4.          | 10.**       | 11,67    | 8.       | 16.      | kiesett | kiesett  |
| Nagyezsda Beszfamilnaja                                                   | 200 m           | 23,62    | 3.       | 12.      | 23,20       | 2.          | 6.          | 23,31    | 5.       | 11.      | kiesett | kiesett  |
| Marina Sidorova                                                           | 200 m           | 23,46    | 1.       | 6.       | 23,33       | 4.          | 13.*        | 23,40    | 7.       | 14.      | kiesett | kiesett  |
| Nagyezsda Iljina                                                          | 400 m           | 53,20    | 3.       | 17.      | 52,30       | 3.          | 7.          | 52,29    | 7.       | 13.      | kiesett | kiesett  |
| Natalja Pecsonkina                                                        | 400 m           | 53,81    | 4.       | 29.      | 54,58       | 8.          | 31.         | kiesett  | kiesett  | kiesett  | kiesett | kiesett  |
| Olga Minyejeva                                                            | 400 m           | 53,62    | 4.       | 25.      | 53,42       | 7.          | 24.         | kiesett  | kiesett  | kiesett  | kiesett | kiesett  |
| Nina Morhunova                                                            | 800 m           | 2:02,64  | 1.       | 14.      |             |             |             | 2:04,93  | 8.       | 15.      | kiesett | kiesett  |
| Raissa Ruus                                                               | 800 m           | 2:11,18  | 7.       | 33.      |             |             |             | kiesett  | kiesett  | kiesett  | kiesett | kiesett  |
| Nijolė Sabaitė                                                            | 800 m           | 2:01,50  | 1.       | 4.       |             |             |             | 2:00,90  | 1.       | 1.       | 1:58,65 |          |
| Ljudmila Bragina                                                          | 1500 m          | 4:06,47  | 1.       | 1.       |             |             |             | 4:05,07  | 1.       | 1.       | 4:01,38 |          |
| Tamara Kazachkova                                                         | 1500 m          | 4:20,15  | 8.       | 29.      |             |             |             | kiesett  | kiesett  | kiesett  | kiesett | kiesett  |
| Tamara Pangelova                                                          | 1500 m          | 4:10,75  | 1.       | 7.       |             |             |             | 4:07,66  | 1.       | 4.       | 4:06,45 | 7.       |
| Marina Sidorova Galina Buharina Ljudmila Zsarkova Nagyezsda Beszfamilnaja | 4 × 100 m váltó | 43,77    | 2.       | 6.       |             |             |             |          |          |          | 43,59   | 5.       |
| Lyubov Runtso Olga Minyejeva Natalja Pecsonkina Nagyezsda Iljina          | 4 × 400 m váltó | 3:30,23  | 3.       | 7.       |             |             |             |          |          |          | 3:31,89 | 8.       |

| Versenyző                 | Versenyszám   | Selejtező | Selejtező | Döntő    | Döntő    |
| Versenyző                 | Versenyszám   | Eredmény  | Helyezés  | Eredmény | Helyezés |
| ------------------------- | ------------- | --------- | --------- | -------- | -------- |
| Antonyina Okorokova       | Magasugrás    | 173 cm    | 26.       | kiesett  | kiesett  |
| Lyubov Ilyina             | Távolugrás    | 625 cm    | 18.       | kiesett  | kiesett  |
| Nagyezsda Csizsova        | Súlylökés     | 18,54 m   | 5.        | 21,03 m  |          |
| Antonina Ivanova          | Súlylökés     | 17,87 m   | 7.        | 18,28 m  | 9.       |
| Szvetlana Kracsevszkaja   | Súlylökés     | 17,18 m   | 11.       | 19,24 m  | 4.       |
| Tamara Danilova           | Diszkoszvetés | 60,34 m   | 3.        | 62,86 m  | 4.       |
| Faina Melnyik             | Diszkoszvetés | 61,26 m   | 2.        | 66,62 m  |          |
| Lyudmila Muravyova        | Diszkoszvetés | 55,24 m   | 12.       | 59,00 m  | 8.       |
| Svetlana Korolyova-Babich | Gerelyhajítás | 55,90 m   | 8.        | 56,36 m  | 8.       |
| Nina Marakina             | Gerelyhajítás | 51,06 m   | 16.       | kiesett  | kiesett  |

| Versenyző             | Versenyszám | 100 m gát | 100 m gát | Súlylökés | Súlylökés | Magasugrás | Magasugrás | Távolugrás | Távolugrás | 200 m | 200 m | Végeredmény | Végeredmény |
| Versenyző             | Versenyszám | Idő       | Pont      | Eredmény  | Pont      | Eredmény   | Pont       | Eredmény   | Pont       | Idő   | Pont  | Pont        | Helyezés    |
| --------------------- | ----------- | --------- | --------- | --------- | --------- | ---------- | ---------- | ---------- | ---------- | ----- | ----- | ----------- | ----------- |
| Valentina Tikhomirova | Ötpróba     | 13,77     | 895       | 14,64 m   | 875       | 174 cm     | 974        | 615 cm     | 939        | 24,25 | 914   | 4597        | 5.          |
| Nagyija Tkacsenko     | Ötpróba     | 13,81     | 890       | 13,69 m   | 820       | 165 cm     | 885        | 618 cm     | 945        | 25,19 | 830   | 4370        | 9.          |

* - egy másik versenyzővel azonos időt/eredményt ért el

** - két másik versenyzővel azonos időt ért el

*** - három másik versenyzővel azonos időt ért el

**** - nyolc másik versenyzővel azonos eredményt ért el

## Birkózás
Kötöttfogású
| Versenyző               | Versenyszám | 1. forduló                         | 2. forduló                               | 3. forduló                             | 4. forduló                             | 5. forduló                        | 6. forduló                        | 7. forduló                  | Döntő                                                                                                  | Helyezés    |
| Versenyző               | Versenyszám | Ellenfél Eredmény                  | Ellenfél Eredmény                        | Ellenfél Eredmény                      | Ellenfél Eredmény                      | Ellenfél Eredmény                 | Ellenfél Eredmény                 | Ellenfél Eredmény           | Ellenfél Eredmény                                                                                      | Helyezés    |
| ----------------------- | ----------- | ---------------------------------- | ---------------------------------------- | -------------------------------------- | -------------------------------------- | --------------------------------- | --------------------------------- | --------------------------- | --- | ----------- |
| Vladimir Zubkov         | 48 kg       | Sztefan Angelov (BUL) · kétvállas  | Gheorghe Berceanu (ROU) · kétvállas      | kiesett                                | kiesett                                | kiesett                           |                                   |                             | kiesett                                                                                                | helyezetlen |
| Vitalij Konsztantyinyov | 52 kg       | Abdel Ibrahim (EGY) · 0.5-3.5      | Giuseppe Bognanni (ITA) · kétvállas      | Hirajama Kóicsiró (JPN) · 3-1          | kiesett                                | kiesett                           |                                   |                             | kiesett                                                                                                | helyezetlen |
| Rusztam Kazakov         | 57 kg       | Alam Mir (AFG) · 0.5-3.5           | Khristo Traykov (BUL) · 3-1              | Józef Lipień (POL) · kétvállas         | Óthon Moszhídisz (GRE) · kétvállas     | Jamamoto Ikuei (JPN) · 1-3        | erőnyerő                          | Varga János (HUN) · 0.5-3.5 | 1. mérkőzés · Hans-Jürgen Veil (FRG) · kétvállas                                                       |             |
| Jemal Megrelishvili     | 62 kg       | Metin Alakoç (TUR) · kétvállas     | Eliseo Salugta (PHI) · kétvállas         | Réczi László (HUN) · 1-3               | Sztéliosz Mijákisz (GRE) · 3-1         | Martti Laakso (FIN) · 1-3         | Heinz-Helmut Wehling (GDR) · 3-1  |                             | kiesett                                                                                                | 5.          |
| Samil Hiszamutgyinov    | 68 kg       | Mohamed Gaber (EGY) · kétvállas    | Simion Popescu (ROU) · kétvállas         | Seyyit Hışırlı (TUR) · 1-3             | Andrzej Supron (POL) · kétvállas       | Sztojan Aposztolov (BUL) · 1-3    | Gian Matteo Ranzi (ITA) · 0.5-3.5 |                             | Hozott eredmény · Sztojan Aposztolov (BUL) · 1-3 · Hozott eredmény · Gian Matteo Ranzi (ITA) · 0.5-3.5 |             |
| Viktor Igumenov         | 74 kg       | Franz Berger (AUT) · 1-3           | Pétrosz Galaktópulosz (GRE) · 2-2        | visszalépett                           | kiesett                                | kiesett                           |                                   |                             | kiesett                                                                                                | helyezetlen |
| Anatolij Nazarenko      | 82 kg       | Hegedűs Csaba (HUN) · 3-1          | Reinhold Hucker (FRG) · kétvállas        | Kiril Dimitrov (BUL) · 1-3             | Ali Yağmur (TUR) · kétvállas           | Ion Gabor (ROU) · kétvállas       |                                   |                             | 2. mérkőzés · Milan Nenadić (YUG) · visszalépett · Hozott eredmény · Hegedűs Csaba (HUN) · 3-1         |             |
| Valerij Rezancev        | 90 kg       | Nicolae Neguţ (ROU) · 2-2          | Jean-Marie Chardonnens (SUI) · kétvállas | Günter Kowalewski (FRG) · visszalépett | Tani Kimucsi (JPN) · kétvállas         | Håkon Øverby (NOR) · kétvállas    |                                   |                             | 1. mérkőzés · Josip Čorak (YUG) · 1-3 · 2. mérkőzés · Czesław Kwieciński (POL) · 1-3                   |             |
| Nyikolaj Jakovenko      | 100 kg      | Buck Deadrich (USA) · kétvállas    | Rudolf Lüscher (SUI) · kétvállas         | Tore Hem (NOR) · 1-3                   | Andrzej Skrzydlewski (POL) · kétvállas | Khristo Ignatov (BUL) · kétvállas |                                   |                             | 1. mérkőzés · Nicolae Martinescu (ROU) · kétvállas                                                     |             |
| Anatolij Roscsin        | +100 kg     | Victor Dolipschi (ROU) · kétvállas | Alekszandar Tomov (BUL) · 1-3            | Petr Kment (TCH) · 1-3                 | Wilfried Dietrich (FRG) · visszalépett |                                   |                                   |                             | Hozott eredmény · Victor Dolipschi (ROU) · kétvállas · Hozott eredmény · Alekszandar Tomov (BUL) · 1-3 |             |

Szabadfogású
| Versenyző           | Versenyszám | 1. forduló                       | 2. forduló                          | 3. forduló                     | 4. forduló                         | 5. forduló                               | 6. forduló                | 7. forduló        | Döntő                                                                                                   | Helyezés    |
| Versenyző           | Versenyszám | Ellenfél Eredmény                | Ellenfél Eredmény                   | Ellenfél Eredmény              | Ellenfél Eredmény                  | Ellenfél Eredmény                        | Ellenfél Eredmény         | Ellenfél Eredmény | Ellenfél Eredmény                                                                                       | Helyezés    |
| ------------------- | ----------- | -------------------------------- | ----------------------------------- | ------------------------------ | ---------------------------------- | ---------------------------------------- | ------------------------- | ----------------- | --- | ----------- |
| Roman Dmitrijev     | 48 kg       | Adkar Maruti (IND) · kétvállas   | Umeda Maszahiko (JPN) · 1-3         | erőnyerő                       | Ognyan Nikolov (BUL) · 1-3         |                                          |                           |                   | 1. mérkőzés · Ebrahim Javadi (IRI) · 3-1 · Hozott eredmény · Ognyan Nikolov (BUL) · 1-3                 |             |
| Arszen Alahvergyiev | 52 kg       | Mohammad Arref (AFG) · 1-3       | Wanelge Castillo (PAN) · 0.5-3.5    | Dorjzovdyn Ganbat (MGL) · 1-3  | Vincenzo Grassi (ITA) · kétvállas  | Petre Ciarnău (ROU) · 2-2                | Sudesh Kumar (IND) · 1-3  |                   | 1. mérkőzés · Kim Gvanghjong (Gim Gwanghyeong) (PRK) · 2-2 · 3. mérkőzés · Kató Kijomi (JPN) · 3-1      |             |
| Ivan Kuleshov       | 57 kg       | Megdiin Khoilogdorj (MGL) · 1-3  | Egon Beiler (CAN) · 0.5-3.5         | Ivan Shavov (BUL) · kétvállas  | Klinga László (HUN) · kétvállas    | kiesett                                  | kiesett                   | kiesett           | kiesett                                                                                                 | helyezetlen |
| Zagalav Abdulbekov  | 62 kg       | Jakob Tanner (SUI) · 0.5-3.5     | Zeveg Ojdov (MGL) · kétvállas       | Gene Davis (USA) · kétvállas   | Abe Kijosi (JPN) · 1-3             | erőnyerő                                 | Ivan Krasztev (BUL) · 2-2 |                   | 1. mérkőzés · Vehbi Akdağ (TUR) · kétvállas · Hozott eredmény · Ivan Krasztev (BUL) · 2-2               |             |
| Ruszlan Asuralijev  | 68 kg       | Ismail Yuseinov (BUL) · 1-3      | Segundo Olmedo (PAN) · 0.5-3.5      | Josef Engel (TCH) · kétvállas  | Petre Poalelungi (ROU) · kétvállas | Ali Şahin (TUR) · 3-1                    |                           |                   | 1. mérkőzés · Vada Kikuo (JPN) · 3-1 · 2. mérkőzés · Dan Gable (USA) · 3-1                              |             |
| Yury Gusov          | 74 kg       | Ludovic Ambruş (ROU) · 1-3       | Alfred Wurr (CAN) · kétvállas       | Adolf Seger (FRG) · 3-1        | Manszur Barzegar (IRI) · kétvállas | kiesett                                  | kiesett                   |                   | kiesett                                                                                                 | helyezetlen |
| Levan Tediasvili    | 82 kg       | Ibrahim Diop (SEN) · 0.5-3.5     | Tömöriin Artag (MGL) · 1-3          | Kurt Elmgren (SWE) · kétvállas | John Peterson (USA) · 1-3          | Peter Neumair (FRG) · 1-3                | Vasile Iorga (ROU) · 1-3  |                   | Hozott eredmény · John Peterson (USA) · 1-3 · Hozott eredmény · Vasile Iorga (ROU) · 1-3                |             |
| Gennagyij Sztrahov  | 90 kg       | Roland Andersson (SWE) · 0.5-3.5 | Chandgi Ram (IND) · kétvállas       | Ben Peterson (USA) · 2-2       | Paweł Kurczewski (POL) · kétvállas | Günter Spindler (GDR) · 0.5-3.5          | Bajkó Károly (HUN) · 1-3  |                   | Hozott eredmény · Ben Peterson (USA) · 2-2 · Hozott eredmény · Bajkó Károly (HUN) · 1-3                 |             |
| Ivan Jarigin        | 100 kg      | Bruno Jutzeler (SUI) · kétvállas | Gerd Bachmann (GDR) · kétvállas     | Harry Geris (CAN) · kétvállas  | Abolfazl Anvari (IRI) · kétvállas  | Enache Panait (ROU) · kétvállas          |                           |                   | 2. mérkőzés · Khorloogiin Bayanmönkh (MGL) · kétvállas · 3. mérkőzés · Csatári József (HUN) · kétvállas |             |
| Alekszandr Medvegy  | +100 kg     | Christopher Taylor (USA) · 1-3   | Gıyasettin Yılmaz (TUR) · kétvállas | Wilfried Dietrich (FRG) · 1-3  | Ştefan Stîngu (ROU) · kétvállas    | Moslem Eskandar-Filabi (IRI) · kétvállas |                           |                   | 1. mérkőzés · Oszman Duraliev (BUL) · 1-3 · Hozott eredmény · Christopher Taylor (USA) · 1-3            |             |

## Cselgáncs
| Versenyző         | Versenyszám  | Csoport | Selejtező              | 1. forduló                                     | 2. forduló                             | 3. forduló                  | 4. forduló                      | Vigaszág 1. forduló | Vigaszág 2. forduló         | Vigaszág 3. forduló            | Elődöntő                  | Döntő                      | Helyezés |
| Versenyző         | Versenyszám  | Csoport | Ellenfél Eredmény      | Ellenfél Eredmény                              | Ellenfél Eredmény                      | Ellenfél Eredmény           | Ellenfél Eredmény               | Ellenfél Eredmény   | Ellenfél Eredmény           | Ellenfél Eredmény              | Ellenfél Eredmény         | Ellenfél Eredmény          | Helyezés |
| ----------------- | ------------ | ------- | ---------------------- | ---------------------------------------------- | -------------------------------------- | --------------------------- | ------------------------------- | ------------------- | --------------------------- | ------------------------------ | ------------------------- | -------------------------- | -------- |
| Sergey Suslin     | Könnyűsúly   | B       |                        | erőnyerő                                       | Szabó Ferenc (HUN) · V                 | kiesett                     | kiesett                         |                     |                             |                                |                           |                            | 13.      |
| Anatolij Novikov  | Váltósúly    | A       |                        | erőnyerő                                       | Raúl Foullon (MEX) · GY                | Gerold Jungwirth (AUT) · GY | Dietmar Hötger (GDR) · V        |                     |                             | Engelbert Dörbrandt (FRG) · GY | Nomura Tojokazu (JPN) · V | kiesett                    |          |
| Guram Gogolauri   | Középsúly    | A       | Jonas Cissé (SEN) · GY | Irwin Cohen (USA) · GY                         | Martin Poglajen (NED) · GY             | Slavko Obadov (YUG) · GY    | Brian Jacks (GBR) · V           |                     |                             | Jean-Paul Coche (FRA) · V      | kiesett                   | kiesett                    | 5.       |
| Sota Csocsisvili  | Félnehézsúly | A       |                        | Csha Dujong (Cha Du-yong) (PRK) · visszalépett | Szaszahara Fumio (JPN) · GY            | David Starbrook (GBR) · V   |                                 |                     | Pierre Albertini (FRA) · GY | James Wooley (USA) · GY        | Paul Barth (FRG) · GY     | David Starbrook (GBR) · GY |          |
| Givi Onasvili     | Nehézsúly    | A       |                        | M'Bagnick M'Bodj (SEN) · GY                    | Waldemar Sikorski (POL) · visszalépett | Nisimura Motoki (JPN) · GY  | Jean-Claude Brondani (FRA) · GY |                     |                             |                                | Klaus Glahn (FRG) · V     | kiesett                    |          |
| Vitalij Kuznyecov | Nyílt        | B       |                        | Barry Johnson (AUS) · GY                       | Chiaki Ishii (BRA) · GY                | Wim Ruska (NED) · GY        | Klaus Glahn (FRG) · GY          |                     |                             |                                | Angelo Parisi (GBR) · GY  | Wim Ruska (NED) · V        |          |

## Evezés
| Versenyző | Versenyszám              | Előfutam | Előfutam | Vigaszág | Vigaszág | Elődöntő | Elődöntő | Döntő | Döntő   | Döntő | Helyezés |
| Versenyző | Versenyszám              | Idő      | Hely.    | Idő      | Hely.    | Idő      | Hely.    | Típus | Idő     | Hely. | Helyezés |
| --- | ------------------------ | -------- | -------- | -------- | -------- | -------- | -------- | ----- | ------- | ----- | -------- |
| Jurij Malisev | Egypárevezős             | 7:42,67  | 1.       | erőnyerő | erőnyerő | 8:13,49  | 1.       | A     | 7:10,12 | 1.    |          |
| Alekszandr Tyimosinyin Gennagyij Korsikov | Kétpárevezős             | 6:56,17  | 1.       | erőnyerő | erőnyerő | 7:35,33  | 2.       | A     | 7:01,77 | 1.    |          |
| Vladimir Polyakov Nikolay Vasilyev | Kormányos nélküli kettes | 7:28,97  | 1.       | erőnyerő | erőnyerő | 7:46,18  | 4.       | B     | 7:34,37 | 2.    | 8.       |
| Vlagyimir Jesinov Nyikolaj Ivanov Jurij Lorencszon (kormányos) | Kormányos kettes         | 7:43,84  | 1.       | erőnyerő | erőnyerő | 8:07,34  | 1.       | A     | 7:24,44 | 5.    | 5.       |
| Anatoliy Tkachuk Igor Kashurov Aleksandr Motin Vitaly Sapronov | Kormányos nélküli négyes | 6:42,40  | 1.       | erőnyerő | erőnyerő | 7:16,59  | 3.       | A     | 6:31,92 | 4.    | 4.       |
| Vlagyimir Szterlik Vladimir Solovyov Aleksandr Lyubaturov Yury Shamayev Igor Rudakov (kormányos)                                                                        | Kormányos négyes         | 6:50,21  | 2.       | erőnyerő | erőnyerő | 7:09,08  | 1.       | A     | 6:37,71 | 4.    | 4.       |
| Aleksandr Ryazankin Viktor Dementyev Sergey Kolyaskin Aleksandr Shitov Valery Bisarnov Boris Vorobyov Vladimir Savelov Alekszandr Martiskin Viktor Mikheyev (kormányos) | Nyolcas                  | 6:12,35  | 1.       | erőnyerő | erőnyerő | 6:24,80  | 2.       | A     | 6:14,48 | 4.    | 4.       |

## Íjászat
| Versenyző            | Versenyszám  | 1. forduló | 1. forduló | 2. forduló | 2. forduló | Összesítés | Összesítés |
| Versenyző            | Versenyszám  | Pont       | Hely.      | Pont       | Hely.      | Pont       | Helyezés   |
| -------------------- | ------------ | ---------- | ---------- | ---------- | ---------- | ---------- | ---------- |
| Mikhail Peunov       | Férfi egyéni | 1222       | 5.         | 1175       | 26.        | 2397       | 12.        |
| Viktor Sydoruk       | Férfi egyéni | 1205       | 7.         | 1222       | 7.         | 2427       | 7.         |
| Mati Vaikjärv        | Férfi egyéni | 1194       | 11.        | 1169       | 30.        | 2363       | 24.        |
| Emma Gapcsenko       | Női egyéni   | 1201       | 2.         | 1202       | 3.         | 2403       |            |
| Ketevan Loszaberidze | Női egyéni   | 1195       | 6.         | 1207       | 2.         | 2402       | 4.         |
| Alla Peunova         | Női egyéni   | 1180       | 10.        | 1184       | 7.         | 2364       | 8.         |

## Kajak-kenu

### Síkvízi
Férfi
| Versenyző                                                          | Versenyszám         | Előfutam | Előfutam | Előfutam | Vigaszág | Vigaszág | Vigaszág | Elődöntő | Elődöntő | Elődöntő | Döntő   | Döntő    |
| Versenyző                                                          | Versenyszám         | Idő      | Hely.    | Össz.    | Idő      | Hely.    | Össz.    | Idő      | Hely.    | Össz.    | Idő     | Helyezés |
| ------------------------------------------------------------------ | ------------------- | -------- | -------- | -------- | -------- | -------- | -------- | -------- | -------- | -------- | ------- | -------- |
| Olekszandr Saparenko                                               | Kajak egyes 1000 m  | 4:02,60  | 1.       | 4.       | erőnyerő | erőnyerő | erőnyerő | 3:52,14  | 1.       | 3.       | 3:48,06 |          |
| Mikalaj Harbacsov Viktor Krataszjuk                                | Kajak kettes 1000 m | 3:42,18  | 1.       | 2.       | erőnyerő | erőnyerő | erőnyerő | 3:30,69  | 1.       | 1.       | 3:31,23 |          |
| Jurij Filatov Jurij Sztyecenko Volodimir Morozov Valerij Gyigyenko | Kajak négyes 1000 m | 3:18,35  | 1.       | 2.       | erőnyerő | erőnyerő | erőnyerő | 3:09,68  | 1.       | 2.       | 3:14,02 |          |
| Vaszil Jurcsenko                                                   | Kenu egyes 1000 m   | 4:33,34  | 2.       | 5.       | erőnyerő | erőnyerő | erőnyerő |          |          |          | 4:14,43 | 5.       |
| Vladas Česiūnas Jurij Lobanov                                      | Kenu kettes 1000 m  | 4:07,73  | 1.       | 1.       | erőnyerő | erőnyerő | erőnyerő | 3:51,96  | 1.       | 2.       | 3:52,60 |          |

Női
| Versenyző                                          | Versenyszám        | Előfutam | Előfutam | Előfutam | Vigaszág | Vigaszág | Vigaszág | Elődöntő | Elődöntő | Elődöntő | Döntő   | Döntő    |
| Versenyző                                          | Versenyszám        | Idő      | Hely.    | Össz.    | Idő      | Hely.    | Össz.    | Idő      | Hely.    | Össz.    | Idő     | Helyezés |
| -------------------------------------------------- | ------------------ | -------- | -------- | -------- | -------- | -------- | -------- | -------- | -------- | -------- | ------- | -------- |
| Julija Rjabcsinszkaja                              | Kajak egyes 500 m  | 2:09,27  | 1.       | 1.       | erőnyerő | erőnyerő | erőnyerő | 2:04,67  | 1.       | 2.       | 2:03,17 |          |
| Ljudmila Hvedoszjuk-Pinajeva Jekatyerina Nagirnaja | Kajak kettes 500 m | 2:00,31  | 1.       | 2.       | erőnyerő | erőnyerő | erőnyerő |          |          |          | 1:53,50 |          |

### Szlalom
Férfi
| Versenyző          | Versenyszám | Döntő    | Döntő    | Döntő    | Döntő    | Döntő         | Helyezés |
| Versenyző          | Versenyszám | 1. futam | 1. futam | 2. futam | 2. futam | Jobb eredmény | Helyezés |
| Versenyző          | Versenyszám | Pont     | Hely.    | Pont     | Hely.    | Pont          | Helyezés |
| ------------------ | ----------- | -------- | -------- | -------- | -------- | ------------- | -------- |
| Gogi Naskidashvili | Kajak egyes | 479,60   | 33.      | 404,36   | 28.      | 404,36        | 31.      |

Női
| Versenyző                | Versenyszám | Döntő    | Döntő    | Döntő    | Döntő    | Döntő         | Helyezés |
| Versenyző                | Versenyszám | 1. futam | 1. futam | 2. futam | 2. futam | Jobb eredmény | Helyezés |
| Versenyző                | Versenyszám | Pont     | Hely.    | Pont     | Hely.    | Pont          | Helyezés |
| ------------------------ | ----------- | -------- | -------- | -------- | -------- | ------------- | -------- |
| Biruta Hercova-Hercberga | Kajak egyes | 614,42   | 17.      | 658,54   | 18.      | 614,42        | 19.      |

## Kerékpározás

### Országúti kerékpározás
| Versenyző                                                      | Versenyszám     | Idő             | Helyezés      |
| -------------------------------------------------------------- | --------------- | --------------- | ------------- |
| Valerij Jardi                                                  | Mezőnyverseny   | nem ért célba   | nem ért célba |
| Valerij Lihacsov                                               | Mezőnyverseny   | 4:17:09 (+2:32) | 34.           |
| Anatoliy Starkov                                               | Mezőnyverseny   | 4:17:09 (+2:32) | 35.           |
| Ivan Trifonov                                                  | Mezőnyverseny   | nem ért célba   | nem ért célba |
| Valerij Jardi Gennagyij Komnatov Valerij Lihacsov Borisz Suhov | Csapat időfutam | 2:11:17         |               |

### Pálya-kerékpározás
Sprintverseny
| Versenyző       | Versenyszám  | 1. forduló                                                      | 1. forduló | Vigaszág             | Vigaszág | 2. forduló                                           | 2. forduló | Vigaszág                                             | Vigaszág | Nyolcaddöntő                                      | Nyolcaddöntő | Vigaszág selejtező                            | Vigaszág selejtező | Vigaszág döntő       | Vigaszág döntő | Negyeddöntő                                | Elődöntő                            | Döntő                                                  | Helyezés    |
| Versenyző       | Versenyszám  | Ellenfelek Győztes idő                                          | Hely.      | Ellenfél Győztes idő | Hely.    | Ellenfelek Győztes idő                               | Hely.      | Ellenfelek Győztes idő                               | Hely.    | Ellenfelek Győztes idő                            | Hely.        | Ellenfelek Győztes idő                        | Hely.              | Ellenfél Győztes idő | Hely.          | Ellenfél Győztes idő                       | Ellenfél Győztes idő                | Ellenfél Győztes idő                                   | Helyezés    |
| --------------- | ------------ | --------------------------------------------------------------- | ---------- | -------------------- | -------- | ---------------------------------------------------- | ---------- | ---------------------------------------------------- | -------- | ------------------------------------------------- | ------------ | --------------------------------------------- | ------------------ | -------------------- | -------------- | ------------------------------------------ | ----------------------------------- | ------------------------------------------------------ | ----------- |
| Serhiy Kravtsov | Férfi egyéni | Taworn Tarwan (THA) · Hszü Ming-fa (Shue Ming-Fa) (ROC) · 11,83 | 1.         |                      |          | Geoffrey Cooke (GBR) · Jeffrey Spencer (USA) · 11,35 | 1.         |                                                      |          | Klaas Balk (NED) · Andrzej Bek (POL) · 11,48      | 3.           | Karl Köther (FRG) · Leslie King (TRI) · 11,40 | 3.                 | kiesett              | kiesett        | kiesett                                    | kiesett                             | kiesett                                                | helyezetlen |
| Omar Phakadze   | Férfi egyéni | Andrzej Bek (POL) · Honson Chin (JAM) · 11,64                   | 1.         |                      |          | Robert Maveau (BEL) · Edward McRae (CAN) · 11,64     | 2.         | Ernest Crutchlow (GBR) · Neville Hunte (GUY) · 11,56 | 1.       | Karl Köther (FRG) · Vladimír Vačkář (TCH) · 11,43 | 1.           |                                               |                    |                      |                | Massimo Marino (ITA) · 11,34, 11,47, 11,65 | John Nicholson (AUS) · 11,30, 11,47 | Bronzmérkőzés · Klaas Balk (NED) · 11,62, 12,12, 11,34 |             |

Időfutam
| Versenyző   | Versenyszám  | Idő     | Helyezés |
| ----------- | ------------ | ------- | -------- |
| Eduard Rapp | Férfi egyéni | 1:07,73 | 8.       |

Tandem
| Versenyző                             | Versenyszám     | 1. forduló                                                       | Vigaszág selejtező     | Vigaszág selejtező | Vigaszág döntő         | Vigaszág döntő | Negyeddöntő                                                          | Elődöntő                                                             | Döntő                                                               | Helyezés |
| Versenyző                             | Versenyszám     | Ellenfél Győztes idő                                             | Ellenfelek Győztes idő | Hely.              | Ellenfelek Győztes idő | Hely.          | Ellenfél Győztes idő                                                 | Ellenfél Győztes idő                                                 | Ellenfél Győztes idő                                                | Helyezés |
| ------------------------------------- | --------------- | ---------------------------------------------------------------- | ---------------------- | ------------------ | ---------------------- | -------------- | -------------------------------------------------------------------- | -------------------------------------------------------------------- | ------------------------------------------------------------------- | -------- |
| Vlagyimir Szemenec Igor Celovalnyikov | Férfi kétüléses | Egyesült Államok (USA) · Jeffrey Spencer · Ralph Therrio · 10,37 |                        |                    |                        |                | Csehszlovákia (TCH) · Ivan Kučírek · Vladimír Popelka · 10,66, 10,53 | Franciaország (FRA) · Daniel Morelon · Pierre Trentin · 10,66, 10,51 | NDK (GDR) · Hans-Jürgen Geschke · Werner Otto · 10,68, 10,52, 10,60 |          |

Üldözőversenyek
| Versenyző                                                           | Versenyszám  | Selejtező | Selejtező | Negyeddöntő | Negyeddöntő | Negyeddöntő | Elődöntő     | Elődöntő  | Elődöntő | Döntő        | Döntő     | Helyezés |
| Versenyző                                                           | Versenyszám  | Idő       | Hely.     | Ellenfél Idő | Saját idő   | Hely.       | Ellenfél Idő | Saját idő | Hely.    | Ellenfél Idő | Saját idő | Helyezés |
| ------------------------------------------------------------------- | ------------ | --------- | --------- | --- | ----------- | ----------- | ------------ | --------- | -------- | ------------ | --------- | -------- |
| Viktor Bykov Aleksandr Yudin Vlagyimir Kuznyecov Anatoly Stepanenko | Férfi csapat | 4:26,53   | 3.        | Lengyelország (POL) · Paweł Kaczorowski · Janusz Kierzkowski · Bernard Kręczyński · Mieczysław Nowicki · 4:25,72 | 4:26,75     | 7.          | kiesett      | kiesett   | kiesett  | kiesett      | kiesett   | 5.       |

## Kézilabda
| Szovjet férfi kézilabdacsapat-játékoskeret | Szovjet férfi kézilabdacsapat-játékoskeret                                                                                    |
| --- | --- |
| - Valerij Gasszij - Vaszilj Iljin - Mihail Iscsenko - Jurij Klimov - Valentin Kulyov - Jurij Lahutyin - Mikhail Lutsenko - Vlagyimir Makszimov | - Albert Oganezov - Aleksandr Panov - Olekszandr Rezanov - Nikolay Semyonov - Anatoly Shevchenko - Ivan Usaty - Jānis Vilsons |

### Eredmények
Csoportkör
A csoport
| Csapat              | M | Gy | D | V | G+ | G– | Gk | P |
| ------------------- | - | -- | - | - | -- | -- | -- | - |
| Svédország (SWE)    | 3 | 1  | 2 | 0 | 40 | 34 | +6 | 4 |
| Szovjetunió (URS)   | 3 | 1  | 2 | 0 | 40 | 34 | +6 | 4 |
| Lengyelország (POL) | 3 | 1  | 1 | 1 | 35 | 38 | –3 | 3 |
| Dánia (DEN)         | 3 | 0  | 1 | 2 | 30 | 39 | –9 | 1 |

| 1972. augusztus 30. | Dánia (DEN) | 12 – 12 | Szovjetunió (URS) |  |
| 1972. augusztus 30. | Vodsgaard 4 | (7–6)   | Gasszij 6         |  |
| 1972. augusztus 30. |             |         |                   |  |

| 1972. szeptember 1. | Svédország (SWE) | 11 – 11 | Szovjetunió (URS) |  |
| 1972. szeptember 1. | L. Eriksson 4    | (4–3)   | Usaty 4           |  |
| 1972. szeptember 1. |                  |         |                   |  |

| 1972. szeptember 3. | Szovjetunió (URS) | 17 – 11 | Lengyelország (POL) |  |
| 1972. szeptember 3. | Iljin 5           | (9–4)   | Melcer 4            |  |
| 1972. szeptember 3. |                   |         |                     |  |

Középdöntő
E. csoport
A táblázat tartalmazza az A csoportban lejátszott Svédország – Szovjetunió 11–11-es eredményét.
| Csapat              | M | Gy | D | V | G+ | G– | Gk | P |
| ------------------- | - | -- | - | - | -- | -- | -- | - |
| Csehszlovákia (TCH) | 3 | 2  | 0 | 1 | 42 | 38 | +4 | 4 |
| NDK (GDR)           | 3 | 2  | 0 | 1 | 36 | 34 | +2 | 4 |
| Szovjetunió (URS)   | 3 | 1  | 1 | 1 | 34 | 34 | +0 | 3 |
| Svédország (SWE)    | 3 | 0  | 1 | 2 | 34 | 40 | –6 | 1 |

| 1972. szeptember 6. | Szovjetunió (URS) | 11 – 8 | NDK (GDR)      |  |
| 1972. szeptember 6. | Panov, Klimov 3   | (4–4)  | négy játékos 2 |  |
| 1972. szeptember 6. |                   |        |                |  |

| 1972. szeptember 8. | Szovjetunió (URS) | 12 – 15 | Csehszlovákia (TCH) |  |
| 1972. szeptember 8. | Kulyov 7          | (7–7)   | Konečný 4           |  |
| 1972. szeptember 8. |                   |         |                     |  |

Az 5. helyért
| 1972. szeptember 10. | Szovjetunió (URS) | 17 – 16 | NSZK (FRG)        |  |
| 1972. szeptember 10. | Panov, Usaty 4    | (10–9)  | Möller, Wehnert 5 |  |
| 1972. szeptember 10. |                   |         |                   |  |

| Csapat            | Helyezés |
| ----------------- | -------- |
| Szovjetunió (URS) | 5.       |

## Kosárlabda
| Szovjet férfi kosárlabdacsapat-játékoskeret                                                           | Szovjet férfi kosárlabdacsapat-játékoskeret                                                                                   |
| --- | --- |
| - Alekszandr Belov - Szergej Belov - Alekszandr Bolosev - Ivan Dvornij - Ivan Jadeska - Miheil Korkia | - Szerhij Kovalenko - Modestas Paulauskas - Anatolij Polivoda - Zurab Szakandelidze - Gennagyij Volnov - Alzsan Zsarmuhamedov |

### Eredmények
Csoportkör
B csoport
| Csapat               | M | Gy | V | P+  | P–  | Pk   |
| -------------------- | - | -- | - | --- | --- | ---- |
| Szovjetunió (URS)    | 7 | 7  | 0 | 639 | 479 | +160 |
| Olaszország (ITA)    | 7 | 5  | 2 | 547 | 471 | +76  |
| Jugoszlávia (YUG)    | 7 | 5  | 2 | 582 | 484 | +98  |
| Puerto Rico (PUR)    | 7 | 5  | 2 | 570 | 531 | +39  |
| NSZK (FRG)           | 7 | 3  | 4 | 482 | 518 | –36  |
| Lengyelország (POL)  | 7 | 2  | 5 | 520 | 536 | –16  |
| Fülöp-szigetek (PHI) | 7 | 1  | 6 | 526 | 666 | –140 |
| Szenegál (SEN)       | 7 | 0  | 7 | 405 | 586 | –181 |

| 1972. augusztus 27. 14:30 | Szenegál (SEN) | 52 – 94 | Szovjetunió (URS) |  |
| 1972. augusztus 27. 14:30 | (23–50)        |         |                   |  |

| 1972. augusztus 28. 9:00 | NSZK (FRG) | 63 – 87 | Szovjetunió (URS) |  |
| 1972. augusztus 28. 9:00 | (33–41)    |         |                   |  |

| 1972. augusztus 29. 9:00 | Szovjetunió (URS) | 79 – 66 | Olaszország (ITA) |  |
| 1972. augusztus 29. 9:00 | (41–28)           |         |                   |  |

| 1972. augusztus 30. 9:00 | Szovjetunió (URS) | 94 – 64 | Lengyelország (POL) |  |
| 1972. augusztus 30. 9:00 | (50–23)           |         |                     |  |

| 1972. szeptember 1. 18:30 | Szovjetunió (URS) | 100 – 87 | Puerto Rico (PUR) |  |
| 1972. szeptember 1. 18:30 | (48–37)           |          |                   |  |

| 1972. szeptember 2. 18:30 | Fülöp-szigetek (PHI) | 80 – 111 | Szovjetunió (URS) |  |
| 1972. szeptember 2. 18:30 | (40–57)              |          |                   |  |

| 1972. szeptember 3. 14:30 | Jugoszlávia (YUG) | 67 – 74 | Szovjetunió (URS) |  |
| 1972. szeptember 3. 14:30 | (34–38)           |         |                   |  |

Elődöntő
| 1972. szeptember 7. 15:00 | Szovjetunió (URS) | 67 – 61 | Kuba (CUB) |  |
| 1972. szeptember 7. 15:00 | (35–36)           |         |            |  |

Döntő
| 1972. szeptember 9. 21:00 | Szovjetunió (URS) | 51 – 50 | Egyesült Államok (USA) |  |
| 1972. szeptember 9. 21:00 | (26–21)           |         |                        |  |

| Csapat            | Helyezés |
| ----------------- | -------- |
| Szovjetunió (URS) |          |

## Labdarúgás
| Szovjet labdarúgócsapat-játékoskeret | Szovjet labdarúgócsapat-játékoskeret |
| --- | --- |
| - Arkadi Andreaszján - Oleh Blohin - Revaz Dzodzuasvili - Murtaz Hurcilava - Jurij Isztomin - Andrej Jakubik - Jurij Jeliszejev - Gennagyij Jevrjuzsihin - Volodimir Kaplicsnij - Viktor Kolotov | - Anatolij Kukszov - Jevgenyij Lovcsev - Szergej Olsanszkij - Volodimir Oniscsenko - Volodimir Pilhuj - Jevgenyij Rudakov - Szabó József - Vjacseszlav Szemenov - Hovhannesz Zanazanján |

### Eredmények
Csoportkör
B csoport
| Csapat      | M | Gy | D | V | G+ | G– | Gk | P |
| ----------- | - | -- | - | - | -- | -- | -- | - |
| Szovjetunió | 3 | 3  | 0 | 0 | 7  | 2  | +5 | 6 |
| Mexikó      | 3 | 2  | 0 | 1 | 3  | 4  | -1 | 4 |
| Burma       | 3 | 1  | 0 | 2 | 2  | 2  | 0  | 2 |
| Szudán      | 3 | 0  | 0 | 3 | 1  | 5  | –4 | 0 |

| 1972. augusztus 28. 12:00 |

| Szovjetunió (URS) | 1–0               | Burma |
| ----------------- | ----------------- | ----- |
| Kolotov 51'       | (0–0) Jegyzőkönyv |       |

| Regensburg Nézőszám: 6 000 Játékvezető: Dzsafar Námdár (iráni) |

| 1972. augusztus 30. 12:00 |

| Szovjetunió (URS)                          | 2–1               | Szudán          |
| ------------------------------------------ | ----------------- | --------------- |
| Jevrjuzsihin 42' (11-esből) Zanazanjan 44' | (2–0) Jegyzőkönyv | El-Din Abas 59' |

| Olimpiai Stadion, München Nézőszám: 25 000 Játékvezető: Ferdinand Biwersi (nyugat-német) |

| 1972. szeptember 1. 12:00 |

| Szovjetunió (URS)              | 4–1               | Mexikó   |
| ------------------------------ | ----------------- | -------- |
| Blohin 7' 13' 14' Szemenov 58' | (3–0) Jegyzőkönyv | Razo 60' |

| Regensburg Nézőszám: 8 000 Játékvezető: Luis Pestarino (argentin) |

Középdöntő
2. csoport
| Csapat        | M | Gy | D | V | G+ | G– | Gk  | P |
| ------------- | - | -- | - | - | -- | -- | --- | - |
| Lengyelország | 3 | 2  | 1 | 0 | 8  | 2  | +6  | 5 |
| Szovjetunió   | 3 | 2  | 0 | 1 | 8  | 2  | +6  | 4 |
| Dánia         | 3 | 1  | 1 | 1 | 4  | 6  | –2  | 3 |
| Marokkó       | 3 | 0  | 0 | 3 | 1  | 11 | –10 | 0 |

| 1972. szeptember 3. 12:00 |

| Szovjetunió (URS)                      | 3–0               | Marokkó |
| -------------------------------------- | ----------------- | ------- |
| Szemenov 1' Kolotov 15' Jeliszejev 69' | (2–0) Jegyzőkönyv |         |

| Olimpiai Stadion, München Nézőszám: 55 000 Játékvezető: Guillermo Velasquez (kolumbiai) |

| 1972. szeptember 5. 12:00 |

| Szovjetunió (URS) | 1–2               | Lengyelország                      |
| ----------------- | ----------------- | ---------------------------------- |
| Blohin 28'        | (1–0) Jegyzőkönyv | Deyna 79' (11-esből) Szołtysik 87' |

| Rosenaustadion, Augsburg Nézőszám: 5 000 Játékvezető: Henry Oberg (norvég) |

| 1972. szeptember 8. 12:00 |

| Szovjetunió (URS)                             | 4–0               | Dánia |
| --------------------------------------------- | ----------------- | ----- |
| Kolotov 20' Szemenov 28' Blohin 55' Szabó 88' | (2–0) Jegyzőkönyv |       |

| Rosenaustadion, Augsburg Nézőszám: 4 000 Játékvezető: Doğan Babacan (török) |

Bronzmérkőzés
| 1972. szeptember 10. |

| Szovjetunió (URS)        | 2–2               | NDK                               |
| ------------------------ | ----------------- | --------------------------------- |
| Blohin 10' Hurcilava 30' | (2–1) Jegyzőkönyv | Kreische 33' (11-esből) Vogel 78' |

| Olimpiai Stadion, München Nézőszám: 80 000 Játékvezető: Armando Marques (brazil) |

- Mindkét csapat bronzérmet nyert.

| Csapat            | Helyezés |
| ----------------- | -------- |
| Szovjetunió (URS) |          |

## Lovaglás
Díjlovaglás
| Versenyző                                 | Ló                | Versenyszám | Selejtező | Selejtező | Döntő | Döntő    |
| Versenyző                                 | Ló                | Versenyszám | Pont      | Hely.     | Pont  | Helyezés |
| ----------------------------------------- | ----------------- | ----------- | --------- | --------- | ----- | -------- |
| Ivan Kalita                               | Tarif             | Egyéni      | 1647      | 6.        | 1130  | 5.       |
| Ivan Kizimov                              | Ikhor             | Egyéni      | 1701      | 4.        | 1159  | 4.       |
| Jelena Petuskova                          | Pepel             | Egyéni      | 1747      | 2.        | 1185  |          |
| Ivan Kalita Ivan Kizimov Jelena Petuskova | Tarif Ikhor Pepel | Csapat      |           |           | 5,095 |          |

Díjugratás
| Versenyző                                      | Ló                     | Versenyszám | 1. forduló   | 1. forduló   | 2. forduló | 2. forduló | Összesen | Összesen |
| Versenyző                                      | Ló                     | Versenyszám | Pont         | Hely.        | Pont       | Hely.      | Pont     | Helyezés |
| ---------------------------------------------- | ---------------------- | ----------- | ------------ | ------------ | ---------- | ---------- | -------- | -------- |
| Viktor Lisitsyn                                | Piniatelli             | Egyéni      | visszalépett | visszalépett | kiesett    | kiesett    | kiesett  | kiesett  |
| Viktor Matveyev                                | Krokhotny              | Egyéni      | 16,00        | 31.          | kiesett    | kiesett    | 16,00    | 31.      |
| Aleksandr Nebogov                              | Equador                | Egyéni      | 22,00        | 41.          | kiesett    | kiesett    | 22,00    | 41.      |
| Viktor Matveyev Aleksandr Nebogov Yury Zyabrev | Krokhotny Equador Grim | Csapat      | 127,25       | 14.          | kiesett    | kiesett    | 127,25   | 14.      |

Lovastusa
| Versenyző                                                            | Ló                         | Versenyszám | Díjlovaglás | Díjlovaglás | Tereplovaglás | Tereplovaglás | Díjugratás | Díjugratás | Végeredmény | Végeredmény |
| Versenyző                                                            | Ló                         | Versenyszám | Bünt.       | Hely.       | Bünt.         | Hely.         | Bünt.      | Hely.      | Bünt.       | Helyezés    |
| -------------------------------------------------------------------- | -------------------------- | ----------- | ----------- | ----------- | ------------- | ------------- | ---------- | ---------- | ----------- | ----------- |
| Valentin Gorelkin                                                    | Rok                        | Egyéni      | -65,33      | 50.         | 60,40         | 14.           | -30,00     | 43.        | -34,93      | 19.         |
| Mamadzhan Ismailov                                                   | Trest                      | Egyéni      | -63,00      | 43.         | nem ért célba | nem ért célba | kiesett    | kiesett    | kiesett     | kiesett     |
| Vladimir Lanyugin                                                    | Zimar                      | Egyéni      | -45,00      | 12.         | -110,00       | 42.           | 0,00       | 1.         | -155,00     | 39.         |
| Sergey Mukhin                                                        | Reifsteder                 | Egyéni      | -43,33      | 11.         | 53,20         | 11.           | -10,00     | 16.        | -0,13       | 12.         |
| Valentin Gorelkin Mamadzhan Ismailov Vladimir Lanyugin Sergey Mukhin | Rok Trest Zimar Reifsteder | Csapat      | -151,33     | 6.          | 138,40        | 7.            | -40,00     | 7.         | -190,06     | 7.          |

## Műugrás
Férfi
| Versenyző            | Versenyszám        | Selejtező | Selejtező | Döntő   | Döntő    |
| Versenyző            | Versenyszám        | Pont      | Helyezés  | Pont    | Helyezés |
| -------------------- | ------------------ | --------- | --------- | ------- | -------- |
| Vyacheslav Strakhov  | Egyéni műugrás     | 392,10    | 2.        | 556,20  | 6.       |
| Vlagyimir Vaszin     | Egyéni műugrás     | 387,72    | 3.        | 594,09  |          |
| Vladimir Kapirulin   | Egyéni műugrás     | 329,46    | 18.       | kiesett | kiesett  |
| Vladimir Kapirulin   | Egyéni toronyugrás | 296,40    | 7.        | 459,21  | 7.       |
| Aleksandr Gendrikson | Egyéni toronyugrás | 305,94    | 4.        | 431,04  | 12.      |
| David Ambarcumjan    | Egyéni toronyugrás | 314,31    | 2.        | 463,56  | 5.       |

Női
| Versenyző                  | Versenyszám        | Selejtező | Selejtező | Döntő   | Döntő    |
| Versenyző                  | Versenyszám        | Pont      | Helyezés  | Pont    | Helyezés |
| -------------------------- | ------------------ | --------- | --------- | ------- | -------- |
| Tamara Pogozseva           | Egyéni műugrás     | 252,09    | 17.       | kiesett | kiesett  |
| Natalja Lobanova           | Egyéni műugrás     | 258,45    | 14.       | kiesett | kiesett  |
| Natalja Lobanova           | Egyéni toronyugrás | 184,02    | 13.       | kiesett | kiesett  |
| Alla Selina                | Egyéni toronyugrás | 188,13    | 9.        | 314,76  | 10.      |
| Tetiana Shtyreva-Volynkina | Egyéni toronyugrás | 177,33    | 19.       | kiesett | kiesett  |
| Tetiana Shtyreva-Volynkina | Egyéni műugrás     | 252,42    | 16.       | kiesett | kiesett  |

## Ökölvívás
| Versenyző           | Versenyszám   | Selejtező               | 32-es főtábla                 | Nyolcaddöntő                     | Negyeddöntő                   | Elődöntő                   | Döntő                       | Helyezés |
| Versenyző           | Versenyszám   | Ellenfél Eredmény       | Ellenfél Eredmény             | Ellenfél Eredmény                | Ellenfél Eredmény             | Ellenfél Eredmény          | Ellenfél Eredmény           | Helyezés |
| ------------------- | ------------- | ----------------------- | ----------------------------- | -------------------------------- | ----------------------------- | -------------------------- | --------------------------- | -------- |
| Volodimir Ivanov    | Papírsúly     |                         | Carlos Leyes (ARG) · 5-0      | Aszen Nikolov (BUL) · 5-0        | Gedó György (HUN) · 2-3       | kiesett                    | kiesett                     | 5.       |
| Boris Zoriktuyev    | Légsúly       | erőnyerő                | Vanlal Dawla (BIR) · RSC      | Franco Udella (ITA) · 4-1        | Douglas Rodríguez (CUB) · RSC | kiesett                    | kiesett                     | 5.       |
| Vaszilij Szolomin   | Harmatsúly    | erőnyerő                | Charndej Weerapol (THA) · 5-0 | Marian Lazăr (ROU) · 4-1         | Ricardo Carreras (USA) · 2-3  | kiesett                    | kiesett                     | 5.       |
| Borisz Kuznyecov    | Pehelysúly    | Harouna Lago (NIG) · KO | José Baptista (VEN) · 3-2     | Ryszard Tomczyk (POL) · 5-0      | Gabriel Pometcu (ROU) · 4-1   | Botos András (HUN) · 5-0   | Philip Waruinge (KEN) · 3-2 |          |
| Gennady Dobrokhotov | Könnyűsúly    | erőnyerő                | Sven Erik Paulsen (NOR) · RSC | kiesett                          | kiesett                       | kiesett                    | kiesett                     | 17.      |
| Anatoly Kamnev      | Kisváltósúly  |                         | Roy Johnson (BER) · KO        | Andrés Molina (CUB) · KO         | kiesett                       | kiesett                    | kiesett                     | 9.       |
| Anatoly Khokhlov    | Váltósúly     | erőnyerő                | Julio Medina (CHI) · RSC      | John Rodgers (IRL) · 5-0         | Jesse Valdez (USA) · 0-5      | kiesett                    | kiesett                     | 5.       |
| Valery Tregubov     | Nagyváltósúly | erőnyerő                | Reginald Jones (USA) · 3-2    | Alan Minter (GBR) · 0-5          | kiesett                       | kiesett                    | kiesett                     | 9.       |
| Vjacseszlav Lemesev | Középsúly     |                         | William Gommies (INA) · KO    | Hans-Joachim Brauske (GDR) · 5-0 | Nazif Kuran (TUR) · RSC       | Marvin Johnson (USA) · RSC | Reima Virtanen (FIN) · KO   |          |
| Nikolay Anfimov     | Félnehézsúly  |                         | Georgi Sztankov (BUL) · 5-0   | Ahmed Mahmoud Aly (EGY) · RSC    | Isaac Ikhouria (NGR) · 2-3    | kiesett                    | kiesett                     | 5.       |
| Yury Nesterov       | Nehézsúly     |                         |                               | Duane Bobick (USA) · 0-5         | kiesett                       | kiesett                    | kiesett                     | 9.       |

## Öttusa
| Versenyző                                          | Versenyszám | Lovaglás | Lovaglás | Lovaglás | Vívás    | Vívás | Vívás | Lövészet | Lövészet | Lövészet | Úszás  | Úszás | Úszás | Futás   | Futás | Futás | Összesen    | Összesen |
| Versenyző                                          | Versenyszám | Idő      | Pont     | Hely.    | Eredmény | Pont  | Hely. | Pontszám | Pont     | Hely.    | Idő    | Pont  | Hely. | Idő     | Pont  | Hely. | Összes pont | Helyezés |
| -------------------------------------------------- | ----------- | -------- | -------- | -------- | -------- | ----- | ----- | -------- | -------- | -------- | ------ | ----- | ----- | ------- | ----- | ----- | ----------- | -------- |
| Pavel Lednyov                                      | Egyéni      | 2:18,3   | 1060     | 14.      | 42–16    | 1019  | 3.    | 195      | 1022     | 4.       | 3:42,8 | 1092  | 18.   | 13:30,7 | 1135  | 14.   | 5328        |          |
| Borisz Onyiscsenko                                 | Egyéni      | 2:41,2   | 945      | 42.      | 45–13    | 1076  | 1.    | 197      | 1066     | 2.       | 3:38,0 | 1128  | 11.   | 13:35,2 | 1120  | 21.   | 5335        |          |
| Vlagyimir Smeljov                                  | Egyéni      | 2:46,5   | 920      | 47.      | 39–19    | 962   | 7.    | 195      | 1022     | 5.       | 3:32,0 | 1176  | 6.    | 13:01,9 | 1222  | 6.    | 5302        | 5.       |
| Pavel Lednyov Borisz Onyiscsenko Vlagyimir Smeljov | Csapat      |          | 2925     | 13.      |          | 3060  | 1.    |          | 3110     | 1.       |        | 3396  | 2.    |         | 3477  | 2.    | 15968       |          |

## Röplabda

### Férfi
| Szovjet férfi röplabdacsapat-játékoskeret                                                                        | Szovjet férfi röplabdacsapat-játékoskeret                                                                           |
| --- | --- |
| - Viktor Borscs - Jefim Csulak - Vjacseszlav Domanij - Vlagyimir Kondra - Valerij Kravcsenko - Jevhen Lapinszkij | - Vlagyimir Patkin - Jurij Pojarkov - Vlagyimir Putyatov - Alekszandr Saprikin - Jurij Sztarunszkij - Leonyid Zajko |

#### Eredmények
Csoportkör
A csoport
|                     |      | Mérkőzések | Mérkőzések | Szettek | Szettek | Szettek | Pontok | Pontok | Pontok |
| Csapat              | Pont | Gy         | V          | Sz+     | Sz–     | SzA     | P+     | P–     | PA     |
| ------------------- | ---- | ---------- | ---------- | ------- | ------- | ------- | ------ | ------ | ------ |
| Szovjetunió (URS)   | 10   | 5          | 0          | 15      | 3       | 5,000   | 257    | 196    | 1,311  |
| Bulgária (BUL)      | 9    | 4          | 1          | 13      | 8       | 1,625   | 294    | 235    | 1,251  |
| Csehszlovákia (TCH) | 8    | 3          | 2          | 11      | 6       | 1,833   | 230    | 205    | 1,122  |
| Dél-Korea (KOR)     | 7    | 2          | 3          | 7       | 10      | 0,700   | 209    | 197    | 1,061  |
| Lengyelország (POL) | 6    | 1          | 4          | 8       | 12      | 0,667   | 237    | 259    | 0,915  |
| Tunézia (TUN)       | 5    | 0          | 5          | 0       | 15      | 0,000   | 90     | 225    | 0,400  |

| 1972. augusztus 27. 10:00 | Tunézia (TUN)       | 0 – 3 | Szovjetunió (URS) |  |
| 1972. augusztus 27. 10:00 | (10–15, 6–15, 4–15) |       |                   |  |

| 1972. augusztus 29. 14:00 | Dél-Korea (KOR)      | 0 – 3 | Szovjetunió (URS) |  |
| 1972. augusztus 29. 14:00 | (15–17, 12–15, 4–15) |       |                   |  |

| 1972. augusztus 31. 19:30 | Szovjetunió (URS)           | 3 – 1 | Bulgária (BUL) |  |
| 1972. augusztus 31. 19:30 | (9–15, 15–10, 15–11, 15–10) |       |                |  |

| 1972. szeptember 2. 14:00 | Szovjetunió (URS)     | 3 – 0 | Csehszlovákia (TCH) |  |
| 1972. szeptember 2. 14:00 | (15–10, 15–10, 15–12) |       |                     |  |

| 1972. szeptember 5. 14:00 | Lengyelország (POL)                 | 2 – 3 | Szovjetunió (URS) |  |
| 1972. szeptember 5. 14:00 | (15–11, 12–15, 12–15, 15–10, 13–15) |       |                   |  |

Elődöntő
| 1972. szeptember 8. 19:30 | Szovjetunió (URS)         | 1 – 3 | NDK (GDR) |  |
| 1972. szeptember 8. 19:30 | (6–15, 8–15, 15–13, 9–15) |       |           |  |

Bronzmérkőzés
| 1972. szeptember 9. 19:30 | Bulgária (BUL)       | 0 – 3 | Szovjetunió (URS) |  |
| 1972. szeptember 9. 19:30 | (11–15, 8–15, 13–15) |       |                   |  |

| Csapat            | Helyezés |
| ----------------- | -------- |
| Szovjetunió (URS) |          |

### Női
| Szovjet női röplabdacsapat-játékoskeret                                                                                    | Szovjet női röplabdacsapat-játékoskeret                                                                                 |
| --- | --- |
| - Ljudmila Borozna - Ljudmila Buldakova - Vera Galuska-Dujunova - Tatjana Gonobobleva - Natalja Kudreva - Galina Leontyeva | - Inna Riszka - Roza Salihova - Tatyjana Szaricseva - Nyina Szmolejeva - Ljubov Tyurina - Tatyjana Ponyajeva-Tretyakova |

#### Eredmények
Csoportkör
A csoport
|                    |      | Mérkőzések | Mérkőzések | Szettek | Szettek | Szettek | Pontok | Pontok | Pontok |
| Csapat             | Pont | Gy         | V          | Sz+     | Sz–     | SzA     | P+     | P–     | PA     |
| ------------------ | ---- | ---------- | ---------- | ------- | ------- | ------- | ------ | ------ | ------ |
| Szovjetunió (URS)  | 6    | 3          | 0          | 9       | 2       | 4,500   | 159    | 96     | 1,656  |
| Dél-Korea (KOR)    | 5    | 2          | 1          | 7       | 3       | 2,333   | 127    | 99     | 1,283  |
| Magyarország (HUN) | 4    | 1          | 2          | 4       | 6       | 0,667   | 114    | 131    | 0,870  |
| NSZK (FRG)         | 3    | 0          | 3          | 0       | 9       | 0,000   | 61     | 135    | 0,452  |

| 1972. augusztus 27. 21:00 | Dél-Korea (KOR)           | 1 – 3 | Szovjetunió (URS) |  |
| 1972. augusztus 27. 21:00 | (15–11, 8–15, 7–15, 7–15) |       |                   |  |

| 1972. augusztus 29. 21:00 | Szovjetunió (URS)  | 3 – 0 | NSZK (FRG) |  |
| 1972. augusztus 29. 21:00 | (15–5, 15–7, 15–9) |       |            |  |

| 1972. augusztus 31. 15:30 | Magyarország (HUN)         | 1 – 3 | Szovjetunió (URS) |  |
| 1972. augusztus 31. 15:30 | (12–15, 2–15, 15–13, 9–15) |       |                   |  |

Elődöntő
| 1972. szeptember 3. 21:00 | Szovjetunió (URS)          | 3 – 1 | Észak-Korea (PRK) |  |
| 1972. szeptember 3. 21:00 | (15–10, 16–14, 7–15, 15–8) |       |                   |  |

Döntő
| 1972. szeptember 7. 21:00 | Japán (JPN)                       | 2 – 3 | Szovjetunió (URS) |  |
| 1972. szeptember 7. 21:00 | (11–15, 15–4, 11–15, 15–9, 11–15) |       |                   |  |

| Csapat            | Helyezés |
| ----------------- | -------- |
| Szovjetunió (URS) |          |

## Sportlövészet
Nyílt
| Versenyző            | Versenyszám                    | Pont | Helyezés |
| -------------------- | ------------------------------ | ---- | -------- |
| Igor Bakalov         | Gyorstüzelő pisztoly           | 583  | 24.      |
| Viktor Torsin        | Gyorstüzelő pisztoly           | 593  |          |
| Grigorij Koszih      | Szabadpisztoly                 | 555  | 8.       |
| Vladimir Stolypin    | Szabadpisztoly                 | 550  | 17.      |
| Valery Postoyanov    | Futócéllövészet                | 560  | 4.       |
| Jakov Zseleznyak     | Futócéllövészet                | 569  |          |
| Vitalij Parhimovics  | Sportpuska, fekvő              | 594  | 18.      |
| Vitalij Parhimovics  | Sportpuska, összetett          | 1144 | 11.      |
| Vladimir Agishev     | Sportpuska, összetett          | 1152 | 5.       |
| Borisz Melnyik       | Szabadpuska, összetett (300 m) | 1155 |          |
| Valentyin Kornyev    | Szabadpuska, összetett (300 m) | 1143 | 8.       |
| Valentyin Kornyev    | Sportpuska, fekvő              | 592  | 34.      |
| Aleksandr Alipov     | Trap                           | 190  | 13.      |
| Aleksandr Androshkin | Trap                           | 190  | 15.      |
| Jevgenyij Petrov     | Skeet                          | 195  |          |
| Yury Tsuranov        | Skeet                          | 192  | 13.      |

## Súlyemelés
| Versenyző           | Versenyszám | Nyomás                   | Nyomás                   | Szakítás                 | Szakítás                 | Lökés    | Lökés    | Összesen | Helyezés |
| Versenyző           | Versenyszám | Eredmény                 | Helyezés                 | Eredmény                 | Helyezés                 | Eredmény | Helyezés | Összesen | Helyezés |
| ------------------- | ----------- | ------------------------ | ------------------------ | ------------------------ | ------------------------ | -------- | -------- | -------- | -------- |
| Gennagyij Csetyin   | 56 kg       | 120,0                    | 5.                       | 107,5                    | 2.                       | 140,0    | 3.       | 367,5    |          |
| Dito Sanidze        | 60 kg       | 127,5                    | 2.                       | 120,0                    | 3.                       | 152,5    | 2.       | 400,0    |          |
| Muharbij Kirzsinov  | 67,5 kg     | 147,5                    | 3.                       | 135,0                    | 1.                       | 177,5    | 1.       | 460,0    |          |
| Vladimir Kanygin    | 75 kg       | 165,0                    | 1.                       | érvényes kísérlet nélkül | érvényes kísérlet nélkül | kiesett  | kiesett  | kiesett  | kiesett  |
| Boris Pavlov        | 82,5 kg     | érvényes kísérlet nélkül | érvényes kísérlet nélkül | kiesett                  | kiesett                  | kiesett  | kiesett  | kiesett  | kiesett  |
| Valerij Sarij       | 82,5 kg     | érvényes kísérlet nélkül | érvényes kísérlet nélkül | kiesett                  | kiesett                  | kiesett  | kiesett  | kiesett  | kiesett  |
| David Rigert        | 90 kg       | 187,5                    | 1.                       | érvényes kísérlet nélkül | érvényes kísérlet nélkül | kiesett  | kiesett  | kiesett  | kiesett  |
| Jaan Talts          | 110 kg      | 210,0                    | 1.                       | 165,0                    | 3.                       | 205,0    | 3.       | 580,0    |          |
| Vaszilij Alekszejev | +110 kg     | 235,0                    | 1.                       | 175,0                    | 1.                       | 230,0    | 1.       | 640,0    |          |

## Torna
Férfi
| Versenyző                                                                                                | Versenyszám      | Selejtező | Selejtező | Döntő    | Döntő    |
| Versenyző                                                                                                | Versenyszám      | Pontszám  | Helyezés  | Pontszám | Helyezés |
| --- | ---------------- | --------- | --------- | -------- | -------- |
| Nyikolaj Andrianov                                                                                       | Talaj            | 19,05     | 2.        | 19,175   |          |
| Nyikolaj Andrianov                                                                                       | Ugrás            | 19,20     | 1.        | 18,800   |          |
| Nyikolaj Andrianov                                                                                       | Korlát           | 19,05     | 6.        | 17,975   | 6.       |
| Nyikolaj Andrianov                                                                                       | Nyújtó           | 19,20     | 6.        | 19,100   | 6.       |
| Nyikolaj Andrianov                                                                                       | Gyűrű            | 19,00     | 6.        | kiesett  | kiesett  |
| Nyikolaj Andrianov                                                                                       | Lólengés         | 18,30     | 17.       | kiesett  | kiesett  |
| Nyikolaj Andrianov                                                                                       | Egyéni összetett | 113,80    | 5.        | 114,200  | 4.       |
| Viktor Klimenko                                                                                          | Talaj            | 18,45     | 19.       | kiesett  | kiesett  |
| Viktor Klimenko                                                                                          | Ugrás            | 18,80     | 4.        | 18,825   |          |
| Viktor Klimenko                                                                                          | Korlát           | 19,25     | 3.        | 19,125   | 4.       |
| Viktor Klimenko                                                                                          | Nyújtó           | 18,40     | 26.       | kiesett  | kiesett  |
| Viktor Klimenko                                                                                          | Gyűrű            | 18,70     | 16.       | kiesett  | kiesett  |
| Viktor Klimenko                                                                                          | Lólengés         | 19,05     | 2.        | 19,125   |          |
| Viktor Klimenko                                                                                          | Egyéni összetett | 112,65    | 8.        | 113,075  | 6.*      |
| Alekszandr Malejev                                                                                       | Talaj            | 18,60     | 14.       | kiesett  | kiesett  |
| Alekszandr Malejev                                                                                       | Ugrás            | 18,30     | 30.       | kiesett  | kiesett  |
| Alekszandr Malejev                                                                                       | Korlát           | 18,60     | 17.       | kiesett  | kiesett  |
| Alekszandr Malejev                                                                                       | Nyújtó           | 18,55     | 19.       | kiesett  | kiesett  |
| Alekszandr Malejev                                                                                       | Gyűrű            | 18,40     | 22.       | kiesett  | kiesett  |
| Alekszandr Malejev                                                                                       | Lólengés         | 18,25     | 19.       | kiesett  | kiesett  |
| Alekszandr Malejev                                                                                       | Egyéni összetett | 110,70    | 19.       | 110,650  | 18.      |
| Edvard Mikaeljan                                                                                         | Talaj            | 18,80     | 10.       | kiesett  | kiesett  |
| Edvard Mikaeljan                                                                                         | Ugrás            | 18,40     | 23.       | kiesett  | kiesett  |
| Edvard Mikaeljan                                                                                         | Korlát           | 18,85     | 11.       | kiesett  | kiesett  |
| Edvard Mikaeljan                                                                                         | Nyújtó           | 19,05     | 8.        | kiesett  | kiesett  |
| Edvard Mikaeljan                                                                                         | Gyűrű            | 18,80     | 12.       | kiesett  | kiesett  |
| Edvard Mikaeljan                                                                                         | Lólengés         | 18,60     | 8.        | kiesett  | kiesett  |
| Edvard Mikaeljan                                                                                         | Egyéni összetett | 112,50    | 9.        | 110,550  | 20.*     |
| Uladzimir Scsukin                                                                                        | Talaj            | 18,50     | 16.       | kiesett  | kiesett  |
| Uladzimir Scsukin                                                                                        | Ugrás            | 18,20     | 41.       | kiesett  | kiesett  |
| Uladzimir Scsukin                                                                                        | Korlát           | 18,15     | 45.       | kiesett  | kiesett  |
| Uladzimir Scsukin                                                                                        | Nyújtó           | 18,85     | 10.       | kiesett  | kiesett  |
| Uladzimir Scsukin                                                                                        | Gyűrű            | 18,40     | 22.       | kiesett  | kiesett  |
| Uladzimir Scsukin                                                                                        | Lólengés         | 18,10     | 24.       | kiesett  | kiesett  |
| Uladzimir Scsukin                                                                                        | Egyéni összetett | 110,20    | 21.       | 110,800  | 16.      |
| Mihail Voronyin                                                                                          | Talaj            | 18,45     | 19.       | kiesett  | kiesett  |
| Mihail Voronyin                                                                                          | Ugrás            | 18,50     | 16.       | kiesett  | kiesett  |
| Mihail Voronyin                                                                                          | Korlát           | 19,05     | 6.        | kiesett  | kiesett  |
| Mihail Voronyin                                                                                          | Nyújtó           | 18,85     | 10.       | kiesett  | kiesett  |
| Mihail Voronyin                                                                                          | Gyűrű            | 19,25     | 2.        | 19,275   |          |
| Mihail Voronyin                                                                                          | Lólengés         | 18,85     | 5.        | 18,875   | 5.       |
| Mihail Voronyin                                                                                          | Egyéni összetett | 112,95    | 7.        | 111,525  | 12.      |
| Nyikolaj Andrianov Viktor Klimenko Alekszandr Malejev Edvard Mikaeljan Uladzimir Scsukin Mihail Voronyin | Csapat összetett |           |           | 564,05   |          |

Női
| Versenyző                                                                                     | Versenyszám      | Selejtező | Selejtező | Döntő    | Döntő    |
| Versenyző                                                                                     | Versenyszám      | Pontszám  | Helyezés  | Pontszám | Helyezés |
| --------------------------------------------------------------------------------------------- | ---------------- | --------- | --------- | -------- | -------- |
| Ljubov Burda                                                                                  | Talaj            | 19,00     | 5.        | 19,100   | 5.*      |
| Ljubov Burda                                                                                  | Ugrás            | 19,05     | 4.        | 19,225   | 4.       |
| Ljubov Burda                                                                                  | Felemás korlát   | 18,75     | 10.       | kiesett  | kiesett  |
| Ljubov Burda                                                                                  | Gerenda          | 18,55     | 8.        | kiesett  | kiesett  |
| Ljubov Burda                                                                                  | Egyéni összetett | 75,35     | 6.        | 75,775   | 5.       |
| Olga Korbut                                                                                   | Talaj            | 19,35     | 2.        | 19,575   |          |
| Olga Korbut                                                                                   | Ugrás            | 19,05     | 4.        | 19,175   | 5.       |
| Olga Korbut                                                                                   | Felemás korlát   | 19,30     | 2.        | 19,450   | *        |
| Olga Korbut                                                                                   | Gerenda          | 19,00     | 2.        | 19,400   |          |
| Olga Korbut                                                                                   | Egyéni összetett | 76,70     | 3.        | 75,100   | 7.       |
| Antanyina Kosal                                                                               | Talaj            | 18,05     | 33.       | kiesett  | kiesett  |
| Antanyina Kosal                                                                               | Ugrás            | 18,60     | 12.       | kiesett  | kiesett  |
| Antanyina Kosal                                                                               | Felemás korlát   | 18,00     | 49.       | kiesett  | kiesett  |
| Antanyina Kosal                                                                               | Gerenda          | 18,35     | 12.       | kiesett  | kiesett  |
| Antanyina Kosal                                                                               | Egyéni összetett | 73,00     | 20.*      | 74,200   | 16.      |
| Tamara Lazakovics                                                                             | Talaj            | 19,30     | 3.        | 19,450   |          |
| Tamara Lazakovics                                                                             | Ugrás            | 18,90     | 6.        | 19,050   | 6.       |
| Tamara Lazakovics                                                                             | Felemás korlát   | 19,05     | 7.        | kiesett  | kiesett  |
| Tamara Lazakovics                                                                             | Gerenda          | 19,15     | 1.        | 19,375   |          |
| Tamara Lazakovics                                                                             | Egyéni összetett | 76,40     | 4.        | 76,850   |          |
| Elvira Szaagyi                                                                                | Talaj            | 18,80     | 9.        | kiesett  | kiesett  |
| Elvira Szaagyi                                                                                | Ugrás            | 18,80     | 9.        | kiesett  | kiesett  |
| Elvira Szaagyi                                                                                | Felemás korlát   | 18,60     | 18.       | kiesett  | kiesett  |
| Elvira Szaagyi                                                                                | Gerenda          | 18,45     | 10.       | kiesett  | kiesett  |
| Elvira Szaagyi                                                                                | Egyéni összetett | 74,65     | 8.        | 75,075   | 8.       |
| Ljudmila Turiscseva                                                                           | Talaj            | 19,50     | 1.        | 19,550   |          |
| Ljudmila Turiscseva                                                                           | Ugrás            | 19,30     | 1.        | 19,250   |          |
| Ljudmila Turiscseva                                                                           | Felemás korlát   | 19,25     | 4.        | 19,425   | 4.       |
| Ljudmila Turiscseva                                                                           | Gerenda          | 18,80     | 4.        | 18,800   | 5.       |
| Ljudmila Turiscseva                                                                           | Egyéni összetett | 76,85     | 1.*       | 77,025   |          |
| Ljubov Burda Olga Korbut Antanyina Kosal Tamara Lazakovics Elvira Szaagyi Ljudmila Turiscseva | Csapat összetett |           |           | 380,50   |          |

* - egy másik versenyzővel azonos eredményt ért el

## Úszás
Férfi
| Versenyző                                                                                              | Versenyszám            | Előfutam | Előfutam | Előfutam | Elődöntő | Elődöntő | Elődöntő | Döntő   | Döntő    |
| Versenyző                                                                                              | Versenyszám            | Idő      | Hely.    | Össz.    | Idő      | Hely.    | Össz.    | Idő     | Helyezés |
| --- | ---------------------- | -------- | -------- | -------- | -------- | -------- | -------- | ------- | -------- |
| Igor Grivennyikov                                                                                      | 100 m hát              | 1:00,05  | 1.       | 5.       | 59,15    | 3.       | 5.       | 59,50   | 5.       |
| Igor Grivennyikov                                                                                      | 100 m gyors            | 53,64    | 1.       | 8.       | 52,55    | 2.       | 4.       | 52,44   | 6.       |
| Vlagyimir Bure                                                                                         | 100 m gyors            | 52,87    | 1.       | 4.       | 52,60    | 3.       | 5.       | 51,77   |          |
| Vlagyimir Bure                                                                                         | 200 m gyors            | 1:56,15  | 1.       | 6.       |          |          |          | 1:57,24 | 7.       |
| Viktor Mazanov                                                                                         | 200 m gyors            | 1:57,92  | 3.       | 15.      |          |          |          | kiesett | kiesett  |
| Georgijs Kuļikovs                                                                                      | 200 m gyors            | 1:57,04  | 2.       | 11.      |          |          |          | kiesett | kiesett  |
| Georgijs Kuļikovs                                                                                      | 100 m gyors            | 53,78    | 2.       | 11.      | 53,68    | 6.       | 11.      | kiesett | kiesett  |
| Georgijs Kuļikovs                                                                                      | 100 m pillangó         | 59,28    | 6.       | 22.      | kiesett  | kiesett  | kiesett  | kiesett | kiesett  |
| Vladimir Krivtsov                                                                                      | 100 m pillangó         | 59,83    | 6.       | 25.      | kiesett  | kiesett  | kiesett  | kiesett | kiesett  |
| Viktor Sharygin                                                                                        | 100 m pillangó         | 58,40    | 4.       | 17.      | kiesett  | kiesett  | kiesett  | kiesett | kiesett  |
| Viktor Sharygin                                                                                        | 200 m pillangó         | 2:06,76  | 3.       | 10.      |          |          |          | kiesett | kiesett  |
| Viktor Aboimov                                                                                         | 400 m gyors            | 4:17,04  | 4.       | 24.      |          |          |          | kiesett | kiesett  |
| Alekszandr Szamszonov                                                                                  | 400 m gyors            | 4:11,46  | 3.       | 15.      |          |          |          | kiesett | kiesett  |
| Alekszandr Szamszonov                                                                                  | 1500 m gyors           | 17:32,88 | 5.       | 32.      |          |          |          | kiesett | kiesett  |
| Viktor Stulikov                                                                                        | 100 m mell             | 1:08,18  | 2.       | 13.      | 1:06,66  | 6.       | 9.       | kiesett | kiesett  |
| Vlagyimir Koszinszkij                                                                                  | 100 m mell             | 1:07,39  | 4.       | 11.      | 1:07,08  | 7.       | 12.      | kiesett | kiesett  |
| Vlagyimir Koszinszkij                                                                                  | 200 m mell             | 2:28,00  | 2.       | 13.      |          |          |          | kiesett | kiesett  |
| Igor Cherdakov                                                                                         | 200 m mell             | 2:26,21  | 1.       | 6.       |          |          |          | 2:27,15 | 7.       |
| Nyikolaj Pankin                                                                                        | 200 m mell             | 2:26,71  | 2.       | 9.*      |          |          |          | kiesett | kiesett  |
| Nyikolaj Pankin                                                                                        | 100 m mell             | 1:07,31  | 1.       | 9.       | 1:06,08  | 3.       | 6.       | 1:06,36 | 7.       |
| Valentyn Partyka                                                                                       | 200 m vegyes           | 2:13,24  | 3.       | 11.      |          |          |          | kiesett | kiesett  |
| Valentyn Partyka                                                                                       | 400 m vegyes           | 4:50,03  | 3.       | 18.      |          |          |          | kiesett | kiesett  |
| Mikhail Sukharev                                                                                       | 400 m vegyes           | 4:43,13  | 3.       | 9.       |          |          |          | kiesett | kiesett  |
| Mikhail Sukharev                                                                                       | 200 m vegyes           | 2:11,91  | 2.       | 7.       |          |          |          | 2:11,78 | 6.       |
| Vlagyimir Bure Viktor Mazanov Viktor Aboimov Igor Grivennyikov Georgijs Kuļikovs                       | 4 × 100 m gyorsváltó   | 3:32,72  | 1.       | 2.       |          |          |          | 3:29,72 |          |
| Igor Grivennyikov Viktor Mazanov Georgijs Kuļikovs Vlagyimir Bure Viktor Aboimov Alekszandr Szamszonov | 4 × 200 m gyorsváltó   | 7:51,44  | 3.       | 4.       |          |          |          | 7:45,76 |          |
| Igor Grivennyikov Nyikolaj Pankin Viktor Sharygin Vlagyimir Bure Viktor Stulikov Viktor Aboimov        | 4 × 100 m vegyes váltó | 3:56,57  | 1.       | 3.       |          |          |          | 3:53,26 | 4.       |

Női
| Versenyző                                                                   | Versenyszám            | Előfutam | Előfutam | Előfutam | Elődöntő | Elődöntő | Elődöntő | Döntő   | Döntő    |
| Versenyző                                                                   | Versenyszám            | Idő      | Hely.    | Össz.    | Idő      | Hely.    | Össz.    | Idő     | Helyezés |
| --------------------------------------------------------------------------- | ---------------------- | -------- | -------- | -------- | -------- | -------- | -------- | ------- | -------- |
| Nadezhda Matyukhina                                                         | 100 m gyors            | 1:02,14  | 5.       | 29.      | kiesett  | kiesett  | kiesett  | kiesett | kiesett  |
| Nadezhda Matyukhina                                                         | 200 m gyors            | 2:13,60  | 3.       | 20.      |          |          |          | kiesett | kiesett  |
| Yelena Timoshenko                                                           | 200 m gyors            | 2:14,06  | 4.       | 21.      |          |          |          | kiesett | kiesett  |
| Yelena Timoshenko                                                           | 100 m gyors            | 1:01,68  | 5.       | 22.      | kiesett  | kiesett  | kiesett  | kiesett | kiesett  |
| Tatyana Zolotnitskaya                                                       | 100 m gyors            | 1:01,24  | 2.       | 15.      | 1:01,12  | 8.       | 14.      | kiesett | kiesett  |
| Tatyana Zolotnitskaya                                                       | 200 m gyors            | 2:13,12  | 3.       | 16.      |          |          |          | kiesett | kiesett  |
| Olga Petrusyova                                                             | 800 m gyors            | 10:04,96 | 6.       | 30.      |          |          |          | kiesett | kiesett  |
| Nataliya Yershova                                                           | 100 m hát              | 1:09,26  | 5.       | 20.      | kiesett  | kiesett  | kiesett  | kiesett | kiesett  |
| Nataliya Yershova                                                           | 200 m hát              | 2:29,46  | 5.       | 25.      |          |          |          | kiesett | kiesett  |
| Tina Lek'veishvili                                                          | 200 m hát              | 2:28,22  | 4.       | 20.      |          |          |          | kiesett | kiesett  |
| Tina Lek'veishvili                                                          | 100 m hát              | 1:07,84  | 2.       | 8.       | 1:07,61  | 5.       | 10.      | kiesett | kiesett  |
| Lyudmila Porubayko                                                          | 100 m mell             | 1:17,14  | 1.       | 5.       | 1:16,85  | 5.       | 9.       | kiesett | kiesett  |
| Lyudmila Porubayko                                                          | 200 m mell             | 2:43,68  | 1.       | 2.*      |          |          |          | 2:44,48 | 7.       |
| Galina Sztyepanova                                                          | 200 m mell             | 2:44,20  | 1.       | 5.       |          |          |          | 2:42,36 |          |
| Galina Sztyepanova                                                          | 100 m mell             | 1:17,18  | 1.       | 6.       | 1:15,89  | 1.       | 2.       | 1:14,99 |          |
| Tetiana Prudnikova                                                          | 100 m mell             | 1:18,11  | 4.       | 13.      | 1:19,37  | 7.       | 15.      | kiesett | kiesett  |
| Tetiana Prudnikova                                                          | 200 m mell             | 2:50,79  | 3.       | 24.      |          |          |          | kiesett | kiesett  |
| Iryna Ustymenko                                                             | 100 m pillangó         | 1:07,44  | 4.       | 16.      | 1:07,76  | 8.       | 16.      | kiesett | kiesett  |
| Nina Petrova                                                                | 200 m vegyes           | 2:27,20  | 1.       | 9.       |          |          |          | kiesett | kiesett  |
| Nina Petrova                                                                | 400 m vegyes           | 5:13,42  | 3.       | 7.       |          |          |          | 5:15,68 | 8.       |
| Birutė Užkuraitytė                                                          | 400 m vegyes           | 5:20,05  | 4.       | 16.      |          |          |          | kiesett | kiesett  |
| Birutė Užkuraitytė                                                          | 200 m vegyes           | 2:31,11  | 3.       | 21.      |          |          |          | kiesett | kiesett  |
| Tatyana Zolotnitskaya Yelena Timoshenko Nadezhda Matyukhina Iryna Ustymenko | 4 × 100 m gyorsváltó   | 4:07,55  | 5.       | 9.       |          |          |          | kiesett | kiesett  |
| Tina Lek'veishvili Galina Sztyepanova Iryna Ustymenko Tatyana Zolotnitskaya | 4 × 100 m vegyes váltó | 4:30,35  | 1.       | 4.       |          |          |          | 4:27,81 | 4.       |

* - egy másik versenyzővel azonos időt ért el

## Vitorlázás
Nyílt
| Versenyző                                        | Versenyszám     | Futam  | Futam | Futam  | Futam  | Futam  | Futam  | Futam | Pontszám | Helyezés |
| Versenyző                                        | Versenyszám     | 1      | 2     | 3      | 4      | 5      | 6      | 7     | Pontszám | Helyezés |
| ------------------------------------------------ | --------------- | ------ | ----- | ------ | ------ | ------ | ------ | ----- | -------- | -------- |
| Viktor Potapov                                   | Finn dingi      | 10,0   | 0,0   | 3,0    | 29,0   | 21,0   | (41,0) | 11,7  | 74,7     |          |
| Borisz Budnyikov Vladimir Vasilyev               | Csillaghajó     | 13,0   | 0,0   | (26,0) | 14,0   | 14,0   | 20,0   | 15,0  | 76,0     | 9.       |
| Vitalij Dirdira Valentin Mankin                  | Tempest         | 5,7    | 8,0   | 0,0    | 5,7    | (14,0) | 3,0    | 5,7   | 28,1     |          |
| Vlagyimir Leontyev Valerij Zubanov               | Repülő hollandi | 15,0   | 0,0   | 10,0   | (17,0) | 17,0   | 14,0   | 11,7  | 67,7     | 6.       |
| Nikolay Gromov Vladimir Yakovlev Boris Khabarov  | Sárkányhajó     | (24,0) | 15,0  | 11,7   | 20,0   | 22,0   | 16,0   |       | 84,7     | 14.      |
| Rais Galimov Tyimir Pinyegin Valentin Zamotaykin | Soling          | 14,0   | 13,0  | 13,0   | 10,0   | (23,0) | 15,0   |       | 65,0     | 7.       |

## Vívás
Férfi
| Versenyző                                                                                  | Versenyszám       | Selejtező | Selejtező | Selejtező | Selejtező | Negyeddöntő | Negyeddöntő            | Elődöntő | Elődöntő                  | Döntő | Döntő                                     | Helyezés    |
| Versenyző                                                                                  | Versenyszám       | 1. kör | 1. kör    | 2. kör | 2. kör    | Negyeddöntő | Negyeddöntő            | Elődöntő | Elődöntő                  | Döntő | Döntő                                     | Helyezés    |
| Versenyző                                                                                  | Versenyszám       | Ellenfél Eredmény | Hely.     | Ellenfél Eredmény | Hely.     | Ellenfél Eredmény | Hely.                  | Ellenfél Eredmény | Hely.                     | Ellenfél Eredmény | Hely.                                     | Helyezés    |
| ------------------------------------------------------------------------------------------ | ----------------- | --- | --------- | --- | --------- | --- | ---------------------- | --- | ------------------------- | --- | ----------------------------------------- | ----------- |
| Vlagyimir Gyenyiszov                                                                       | Tőr, egyéni       | 2. csoport · Graham Paul (GBR) · 3-5 · Marek Dąbrowski (POL) · 5-4 · Yehuda Weisenstein (ISR) · 5-4 · Stefano Simoncelli (ITA) · 5-4 · John Nonna (USA) · 5-4                         | 2.        | 2. csoport · Lech Koziejowski (POL) · 1-5 · Graham Paul (GBR) · 5-1 · Haukler István (ROU) · 5-1 · Jesús Gil (CUB) · 5-4 · Ernest Simon (AUS) · 5-1              | 2.        | 3. csoport · Witold Woyda (POL) · 4-5 · Szabó Sándor (HUN) · 5-3 · Nakadzsima Hirosi (JPN) · 5-4 · František Koukal (TCH) · 5-2 · Guillermo Saucedo (ARG) · 5-2 | 2.                     | 2. csoport · Christian Noël (FRA) · 3-5 · Friedrich Wessel (FRG) · 5-1 · Bernard Talvard (FRA) · 5-2 · Lech Koziejowski (POL) · 5-0 · Mihai Ţiu (ROU) · 2-5           | 1.                        | Witold Woyda (POL) · 2-5 · Kamuti Jenő (HUN) · 4-5 · Christian Noël (FRA) · 1-5 · Mihai Ţiu (ROU) · 5-3 · Marek Dąbrowski (POL) · 5-3           | 5.                                        | 5.          |
| Anatolij Kotyesev                                                                          | Tőr, egyéni       | 7. csoport · Daniel Revenu (FRA) · 0-5 · Joseph Freeman (USA) · 3-5 · Michael Breckin (GBR) · 5-1 · Vicente Calderón (MEX) · 5-3 · Bülent Erdem (TUR) · 5-1 · Lester Wong (CAN) · 5-4 | 3.        | 4. csoport · Kamuti Jenő (HUN) · 1-5 · Christian Noël (FRA) · 5-1 · Tănase Mureșanu (ROU) · 5-1 · Roland Losert (AUT) · 5-2 · Klaus Reichert (FRG) · 3-5         | 2.        | 2. csoport · Lech Koziejowski (POL) · 1-5 · Kamuti Jenő (HUN) · 3-5 · Bernard Talvard (FRA) · 3-5 · Szerizava Icsiró (JPN) · 5-1 · Graham Paul (GBR) · 5-1      | 4.                     | kiesett | kiesett                   | kiesett | kiesett                                   | helyezetlen |
| Vaszil Sztankovics                                                                         | Tőr, egyéni       | 1. csoport · Friedrich Wessel (FRG) · 4-5 · Kamuti Jenő (HUN) · 1-5 · Carlos Calderón (MEX) · 5-0 · Ali Alamdari (IRI) · 5-1 · Matthew Chan (HKG) · 5-2                               | 3.        | 6. csoport · Guillermo Saucedo (ARG) · 5-2 · Nakadzsima Hirosi (JPN) · 5-3 · Joseph Freeman (USA) · 5-3 · Yehuda Weisenstein (ISR) · 5-0 · Mihai Ţiu (ROU) · 3-5 | 1.        | 4. csoport · Nicola Granieri (ITA) · 3-5 · Christian Noël (FRA) · 3-5 · Friedrich Wessel (FRG) · 5-4 · Haukler István (ROU) · 5-1 · Uehara Kijosi (JPN) · 2-5   | 4.                     | kiesett | kiesett                   | kiesett | kiesett                                   | helyezetlen |
| Hrihorij Krissz                                                                            | Párbajtőr, egyéni | 1. csoport · Reinhold Behr (FRG) · 5-3 · Daniel Giger (SUI) · 5-5 · Peter Askjær-Friis (DEN) · 5-2 · John Bouchier-Hayes (IRL) · 5-0 · Matthew Chan (HKG) · 5-0                       | 1.        | 3. csoport · Henryk Nielaba (POL) · 3-5 · Nicola Granieri (ITA) · 5-5 · Ole Mørch (NOR) · 5-2 · Roland Losert (AUT) · 5-5 · Peter Askjær-Friis (DEN) · 5-3       | 2.        | 3. csoport · Rolf Edling (SWE) · 5-2 · François Jeanne (FRA) · 5-4 · Hans-Jürgen Hehn (FRG) · 5-1 · Morten von Krogh (NOR) · 5-4 · Kulcsár Győző (HUN) · 4-5    | 1.                     | 2. csoport · Pongrácz Antal (ROU) · 2-5 · Jacques Ladègaillerie (FRA) · 5-5 · Fenyvesi Csaba (HUN) · 3-5 · Jerzy Janikowski (POL) · 3-5 · Igor Valetov (URS) · 5-4    | 6.                        | kiesett | kiesett                                   | helyezetlen |
| Szergej Paramonov                                                                          | Párbajtőr, egyéni | 5. csoport · Bernd Uhlig (GDR) · 5-3 · Rudolf Trost (AUT) · 5-2 · George Masin (USA) · 5-4 · Ali Alamdari (IRI) · 5-3 · Remo Manelli (LUX) · 5-2                                      | 1.        | 2. csoport · Risto Hurme (FIN) · 5-5 · Fenyvesi Csaba (HUN) · 1-5 · Omar Vergara (ARG) · 5-1 · Costică Bărăgan (ROU) · 5-1 · Ralph Johnson (GBR) · 5-4           | 3.        | 1. csoport · Pongrácz Antal (ROU) · 3-5 · Jacques Brodin (FRA) · 5-2 · Bohdan Gonsior (POL) · 5-2 · Rudolf Trost (AUT) · 5-4 · Schmitt Pál (HUN) · 4-5          | 2.                     | 1. csoport · Kulcsár Győző (HUN) · 4-5 · Rolf Edling (SWE) · 2-5 · Jacques Brodin (FRA) · 5-5 · Horst Melzig (GDR) · 3-5 · Daniel Giger (SUI) · 5-5                   | 6.                        | kiesett | kiesett                                   | helyezetlen |
| Igor Valetov                                                                               | Párbajtőr, egyéni | 8. csoport · Jerzy Janikowski (POL) · 5-3 · Ole Mørch (NOR) · 5-2 · Robert Elliott (HKG) · 5-1 · Roberto Maldonado (PUR) · 5-0 · Jacques Brodin (FRA) · 3-5                           | 1.        | 5. csoport · Rudolf Trost (AUT) · 5-0 · Edward Bourne (GBR) · 5-3 · Gerry Wiedel (CAN) · 5-3 · Daniel Feraud (ARG) · 5-2 · Bernd Uhlig (GDR) · 3-5               | 1.        | 4. csoport · Horst Melzig (GDR) · 3-5 · Jerzy Janikowski (POL) · 5-5 · Robert Schiel (LUX) · 5-1 · Peter Lötscher (SUI) · 5-5 · Risto Hurme (FIN) · 5-3         | 3.                     | 2. csoport · Jacques Ladègaillerie (FRA) · 3-5 · Fenyvesi Csaba (HUN) · 3-5 · Jerzy Janikowski (POL) · 4-5 · Pongrácz Antal (ROU) · 5-1 · Hrihorij Krissz (URS) · 4-5 | 5.                        | kiesett | kiesett                                   | helyezetlen |
| Vlagyimir Nazlimov                                                                         | Kard, egyéni      | 8. csoport · Janusz Majewski (POL) · 5-2 · Manuel Ortíz (CUB) · 5-1 · Joánisz Hadziszarándosz (GRE) · 5-3 · Hermilo Leal (MEX) · 5-1 · Philippe Bena (FRA) · 1-5                      | 1.        | 4. csoport · Pézsa Tibor (HUN) · 3-5 · Philippe Bena (FRA) · 4-5 · Knut Höhne (FRG) · 5-0 · Hans Brandstätter (AUT) · 5-0 · Sandor Gombay (SUI) · 5-3            | 3.        | 1. csoport · Paul Apostol (USA) · 5-4 · Mario Aldo Montano (ITA) · 5-4 · Alfonso Morales (USA) · 5-2 · Walter Convents (FRG) · 5-2 · Boris Stavrev (BUL) · 4-5  | 1.                     | 1. csoport · Marót Péter (HUN) · 5-3 · Michele Maffei (ITA) · 5-3 · Jerzy Pawłowski (POL) · 5-1 · Budaházi József (ROU) · 5-2 · Bernard Vallée (FRA) · 5-0            | 1.                        | Marót Péter (HUN) · 2-5 · Viktor Szigyak (URS) · 5-3 · Régis Bonnissent (FRA) · 5-4 · Kovács Tamás (HUN) · 5-4 · Michele Maffei (ITA) · 4-5     | 3.                                        |             |
| Mark Rakita                                                                                | Kard, egyéni      | 2. csoport · Mario Aldo Montano (ITA) · 3-5 · Fritz Prause (AUT) · 2-5 · Jerzy Pawłowski (POL) · 1-5 · Sandor Gombay (SUI) · 2-5 · Robert Elliott (HKG) · 5-1                         | 5.        | kiesett | kiesett   | kiesett | kiesett                | kiesett | kiesett                   | kiesett | kiesett                                   | helyezetlen |
| Viktor Szigyak                                                                             | Kard, egyéni      | 3. csoport · Knut Höhne (FRG) · 5-3 · John Deanfield (GBR) · 5-2 · Paul Apostol (USA) · 5-4 · Vicente Calderón (MEX) · 5-3 · Fawzi Merhi (LIB) · 5-1                                  | 1.        | 5. csoport · Paul Apostol (USA) · 5-4 · Dan Irimiciuc (ROU) · 5-3 · Bernard Vallée (FRA) · 5-3 · Eddy Ham (NED) · 5-1 · Roberto Alva (MEX) · 5-3                 | 1.        | 3. csoport · Marót Péter (HUN) · 5-3 · Budaházi József (ROU) · 5-2 · Alex Orban (USA) · 5-2 · Philippe Bena (FRA) · 5-3 · Józef Nowara (POL) · 3-5              | 1.                     | 2. csoport · Kovács Tamás (HUN) · 5-2 · Paul Apostol (USA) · 5-3 · Paul Wischeidt (FRG) · 5-2 · Régis Bonnissent (FRA) · 4-5 · Boris Stavrev (BUL) · 3-5              | 1.                        | Marót Péter (HUN) · 5-4 · Michele Maffei (ITA) · 5-1 · Régis Bonnissent (FRA) · 5-2 · Kovács Tamás (HUN) · 5-3 · Vlagyimir Nazlimov (URS) · 3-5 | 1.                                        |             |
| Vlagyimir Gyenyiszov Anatolij Kotyesev Viktor Putyatyin Leonyid Romanov Vaszil Sztankovics | Tőr, csapat       | 3. csoport · Egyesült Államok (USA) · 12-4 · Japán (JPN) · 7-9 | 2.        | |           | NSZK (FRG) · 9-6 | NSZK (FRG) · 9-6       | Franciaország (FRA) · 9-6 | Franciaország (FRA) · 9-6 | Lengyelország (POL) · 5-9 | Lengyelország (POL) · 5-9                 |             |
| Hrihorij Krissz Viktor Modzolevszkij Szergej Paramonov Igor Valetov Georgi Zažitski        | Párbajtőr, csapat | 2. csoport · Kanada (CAN) · 13-3 · Olaszország (ITA) · 13-3 · Ausztria (AUT) · 9-3 | 1.        | erőnyerő | erőnyerő  | Svédország (SWE) · 8-7 | Svédország (SWE) · 8-7 | Magyarország (HUN) · 5-8 | Magyarország (HUN) · 5-8  | Bronzmérkőzés · Franciaország (FRA) · 9-4 | Bronzmérkőzés · Franciaország (FRA) · 9-4 |             |
| Viktor Bazsenov Vlagyimir Nazlimov Mark Rakita Viktor Szigyak Eduard Vinokurov             | Kard, csapat      | 3. csoport · Nagy-Britannia (GBR) · 10-6 · Olaszország (ITA) · 9-7 | 1.        | |           | NSZK (FRG) · 9-4 | NSZK (FRG) · 9-4       | Magyarország (HUN) · 9-7 | Magyarország (HUN) · 9-7  | Olaszország (ITA) · 5-9 | Olaszország (ITA) · 5-9                   |             |

Női
| Versenyző                                                                                   | Versenyszám | Selejtező | Selejtező | Negyeddöntő | Negyeddöntő | Elődöntő | Elődöntő            | Döntő | Döntő                    | Helyezés    |
| Versenyző                                                                                   | Versenyszám | Ellenfél Eredmény | Hely.     | Ellenfél Eredmény | Hely.       | Ellenfél Eredmény | Hely.               | Ellenfél Eredmény | Hely.                    | Helyezés    |
| ------------------------------------------------------------------------------------------- | ----------- | --- | --------- | --- | ----------- | --- | ------------------- | --- | ------------------------ | ----------- |
| Galina Gorohova                                                                             | Tőr, egyéni | 5. csoport · Jeneiné Gyulai Ilona (ROU) · 4-2 · Elke Radlingmaier (AUT) · 4-2 · Donna Hennyey (CAN) · 4-0 · Giulia Lorenzoni (ITA) · 1-4                           | 1.        | 1. csoport · Marie-Chantal Demaille (FRA) · 4-3 · Kerstin Palm (SWE) · 4-3 · Irmela Broniecki (FRG) · 4-2 · Max Madsen (DEN) · 3-4 · Szolnoki Mária (HUN) · 3-4         | 3.          | 2. csoport · Bóbis Ildikó (HUN) · 1-4 · Antonella Ragno-Lonzi (ITA) · 4-0 · Giulia Lorenzoni (ITA) · 4-2 · Claudine le Comte (BEL) · 4-0 · Brigitte Gapais-Dumont (FRA) · 2-4                     | 2.                  | Bóbis Ildikó (HUN) · 1-4 · Antonella Ragno-Lonzi (ITA) · 4-3 · Jelena Novikova (URS) · 4-3 · Kerstin Palm (SWE) · 4-0 · Marie-Chantal Demaille (FRA) · 3-4 | 3.                       |             |
| Jelena Novikova                                                                             | Tőr, egyéni | 8. csoport · Maria Consolata Collino (ITA) · 4-0 · Karin Rutz-Gießelmann (FRG) · 4-2 · Madeleine Heitz (SUI) · 4-0 · Margarita Rodríguez (CUB) · 3-4               | 1.        | 2. csoport · Antonella Ragno-Lonzi (ITA) · 0-4 · Brigitte Gapais-Dumont (FRA) · 3-4 · Brigitte Oertel (FRG) · 4-3 · Halina Balon (POL) · 4-3 · Rejtő Ildikó (HUN) · 4-2 | 3.          | 1. csoport · Marie-Chantal Demaille (FRA) · 4-2 · Cathérine Rousselet-Ceretti (FRA) · 4-1 · Maria Consolata Collino (ITA) · 4-3 · Katarína Lokšová-Ráczová (TCH) · 4-1 · Kerstin Palm (SWE) · 3-4 | 1.                  | Antonella Ragno-Lonzi (ITA) · 1-4 · Bóbis Ildikó (HUN) · 3-4 · Galina Gorohova (URS) · 3-4 · Marie-Chantal Demaille (FRA) · 4-0 · Kerstin Palm (SWE) · 4-1 | 5.                       | 5.          |
| Alekszandra Zabelina                                                                        | Tőr, egyéni | 1. csoport · Max Madsen (DEN) · 4-1 · Marlene Infante (CUB) · 4-2 · Harriet King (USA) · 4-1 · Waltraut Peck-Repa (AUT) · 4-2 · Marie-Chantal Demaille (FRA) · 2-4 | 1.        | 3. csoport · Bóbis Ildikó (HUN) · 2-4 · Katarína Lokšová-Ráczová (TCH) · 3-4 · Giulia Lorenzoni (ITA) · 1-4 · Jeneiné Gyulai Ilona (ROU) · 4-1                          | 6.          | kiesett | kiesett             | kiesett | kiesett                  | helyezetlen |
| Galina Gorohova Jelena Novikova Taccjana Szamuszenka Svetlana Tširkova Alekszandra Zabelina | Tőr, csapat | 3. csoport · Ausztria (AUT) · 14-2 · Kuba (CUB) · 11-5 · Magyarország (HUN) · 9-4                                                                                  | 1.        | erőnyerő | erőnyerő    | Románia (ROU) · 9-4 | Románia (ROU) · 9-4 | Magyarország (HUN) · 9-5 | Magyarország (HUN) · 9-5 |             |

## Vízilabda
| Szovjet férfi vízilabdacsapat-játékoskeret                                                                             | Szovjet férfi vízilabdacsapat-játékoskeret                                                                      |
| --- | --- |
| - Anatolij Akimov - Alekszej Barkalov - Alekszandr Dolgusin - Alekszandr Dreval - Vagyim Guljajev - Alekszandr Kabanov | - Nyikolaj Melnyikov - Leonyid Oszipov - Alekszandr Sidlovszkij - Vjacseszlav Szobcsenko - Vlagyimir Zsmudszkij |

### Eredmények
Csoportkör
C csoport
| Csapat              | M | Gy | D | V | G+ | G– | Gk  | P |
| ------------------- | - | -- | - | - | -- | -- | --- | - |
| Szovjetunió (URS)   | 4 | 4  | 0 | 0 | 30 | 9  | +21 | 8 |
| Olaszország (ITA)   | 4 | 3  | 0 | 1 | 27 | 16 | +11 | 6 |
| Spanyolország (ESP) | 4 | 2  | 0 | 2 | 19 | 22 | –3  | 4 |
| Bulgária (BUL)      | 4 | 1  | 0 | 3 | 18 | 25 | –7  | 2 |
| Japán (JPN)         | 4 | 0  | 0 | 4 | 14 | 36 | –22 | 0 |

| 1972. augusztus 27. 17:00 | Olaszország (ITA)    | 1 – 4 | Szovjetunió (URS) |  |
| 1972. augusztus 27. 17:00 | (1–0, 0–2, 0–2, 0–0) |       |                   |  |
| 1972. augusztus 27. 17:00 | Ghibellini 1         |       | Dreval, Akimov 2  |  |

| 1972. augusztus 28. 11:00 | Szovjetunió (URS)    | 11 – 1 | Japán (JPN) |  |
| 1972. augusztus 28. 11:00 | (1–0, 4–1, 3–0, 3–0) |        |             |  |
| 1972. augusztus 28. 11:00 | három játékos 2      |        | Minegisi 1  |  |

| 1972. augusztus 29. 12:00 | Szovjetunió (URS)    | 7 – 2 | Bulgária (BUL)       |  |
| 1972. augusztus 29. 12:00 | (2–0, 2–1, 2–0, 1–1) |       |                      |  |
| 1972. augusztus 29. 12:00 | Barkalov 3           |       | Kovacsev, V. Tomov 1 |  |

| 1972. augusztus 30. 14:00 | Spanyolország (ESP)  | 5 – 8 | Szovjetunió (URS) |  |
| 1972. augusztus 30. 14:00 | (0–1, 1–2, 2–2, 2–3) |       |                   |  |
| 1972. augusztus 30. 14:00 | Jané 3               |       | három játékos 2   |  |

Döntő csoportkör
| 1972. szeptember 1. 19:30 | Jugoszlávia (YUG)    | 4 – 5 | Szovjetunió (URS) |  |
| 1972. szeptember 1. 19:30 | (1–2, 0–2, 2–0, 1–1) |       |                   |  |
| 1972. szeptember 1. 19:30 | Bonačić 2            |       | Barkalov 3        |  |

| 1972. szeptember 2. 15:30 | NSZK (FRG)           | 2 – 4 | Szovjetunió (URS) |  |
| 1972. szeptember 2. 15:30 | (1–1, 1–3, 0–0, 0–0) |       |                   |  |
| 1972. szeptember 2. 15:30 | Stiefel, Nossek 1    |       | Dreval 2          |  |

| 1972. szeptember 3. 19:30 | Egyesült Államok (USA) | 6 – 6 | Szovjetunió (URS) |  |
| 1972. szeptember 3. 19:30 | (0–1, 3–1, 2–2, 1–2)   |       |                   |  |
| 1972. szeptember 3. 19:30 | Bradley 3              |       | Oszipov, Akimov 2 |  |

| 1972. szeptember 4. 19:30 | Magyarország (HUN)   | 3 – 3 | Szovjetunió (URS) |  |
| 1972. szeptember 4. 19:30 | (2–1, 1–1, 0–1, 0–0) |       |                   |  |
| 1972. szeptember 4. 19:30 | három játékos 1      |       | három játékos 1   |  |

A táblázat tartalmazza a C csoportban lejátszott Olaszország – Szovjetunió 1–4-es eredményt.
| Csapat                 | M | Gy | D | V | G+ | G– | Gk | P |
| ---------------------- | - | -- | - | - | -- | -- | -- | - |
| Szovjetunió (URS)      | 5 | 3  | 2 | 0 | 22 | 16 | +6 | 8 |
| Magyarország (HUN)     | 5 | 3  | 2 | 0 | 23 | 18 | +5 | 8 |
| Egyesült Államok (USA) | 5 | 2  | 2 | 1 | 24 | 23 | +1 | 6 |
| NSZK (FRG)             | 5 | 0  | 3 | 2 | 15 | 18 | –3 | 3 |
| Jugoszlávia (YUG)      | 5 | 1  | 1 | 3 | 20 | 24 | –4 | 3 |
| Olaszország (ITA)      | 5 | 0  | 2 | 3 | 21 | 26 | –5 | 2 |

| Csapat            | Helyezés |
| ----------------- | -------- |
| Szovjetunió (URS) |          |